# Ерік Гілл
Артур Ерік Роутон Гілл, ARA RDI (22 лютого 1882 — 17 листопада 1940) — англійський скульптор, різак літер, дизайнер гарнітури та гравюр. Незважаючи на те, що Оксфордський словник національної біографії описує Е. Гілла як «найвидатнішого художника-ремісника 20 століття: геніального різака літер і шрифтів», він також є фігурою, яка викликає значні суперечки після викриття його сексуального насильства над двома своїми дочками.
Ерік Гілл народився в Брайтоні та виріс у Чичестері, де навчався в місцевому коледжі до переїзду у Лондон. Там він працював підмайстром у фірмі церковних архітекторів і відвідував вечірні заняття з кам'яної кладки та каліграфії. Е. Гілл приппиниив архітектурне навчання і заснував бізнес з вирізання меморіальних написів для будівель і надгробків. А також почав розробляти заголовки розділів і титульні сторінки для книг.
У молодості Е. Гілл був членом Фабіанського товариства, але згодом покинув його. До 1907 року він ототожнював себе з Рухом мистецтв і ремесел і читав лекції та виступав проти очевидних недоліків руху. У 1913 році став римо-католиком і залишився ним до кінця свого життя. Е. Гілл заснував низку ремісничих громад, кожна з яких мала каплицю в центрі та з акцентом на ручній праці на відміну від більш сучасних промислових методів. Перша з цих громад була в Дітчлінгу в Сассексі, де Е. Гілл заснував Гільдію Святого Йосипа і Святого Домініка для католицьких майстрів. Багато членів Гільдії, включаючи Гілла, також були членами Третього Ордену Св. Домініка, мирського підрозділу Домініканського Ордену. У Дітчлінгу Е. Гілл та його помічники створили кілька відомих військових меморіалів, у тому числі в Чирку на півночі Уельсу та в Трампінгтоні поблизу Кембриджа, а також численні роботи на релігійні теми.
У 1924 році сім'я Гіллів покинула Дітчлінг і переїхала до ізольованого, занедбаного монастиря в Капел-і-Ффін в Чорних горах Уельсу. Ізоляція Капел-і-Ффіна відповідала бажанню Е. Гілла дистанціюватися від світського та індустріалізованого суспільства, і час, проведений там, виявився одним із найпродуктивніших у його мистецькій кар'єрі. У Капел-і-Ффін Е. Гілл створив скульптури "Сплячий Христос " (1925), " Осадження " (1925) і " Людство " (1927). Там же створив гравюри для серії книг, опублікованих видавництвом Golden Cockerel Press, які вважаються однією із найкращих у своєму роді, та розробив шрифти Perpetua, Gill Sans і Solus. Після чотирьох років у Капел-і-Ффін Е. Гілл з сім'єю переїхав в будинок у Спіні в Бакінгемширі. Відтоді, в останнє десятиліття свого життя, Е. Гілл став відомим архітектурним скульптором, створюючи великі, гучні роботи для центральних лондонських будівель, включаючи штаб-квартиру ВВС і попередника лондонського метро. Його гігантський фриз «Створення людини» був подарунком британського уряду новій будівлі Ліги Націй у Женеві. Незважаючи на слабке здоров'я, Е. Гілл працював скульптором до останніх тижнів свого життя, залишивши кілька робіт для завершення своїм помічникам після смерті.
Е. Гілл багато писав на релігійні та соціальні теми, опублікувавши 300 праць, серед яких книги та брошури. Він часто викликав суперечки, виступаючи проти індустріалізації, сучасної торгівлі та використання машин як вдома, так і на роботі. У роки, що передували Другій світовій війні, він прийняв пацифізм і ліві ідеї.
Релігійні переконання Е. Гілла не вплинули на його погляди щодо позашлюбних сексуальних стосунків. Його релігійні погляди та тематика суперечать його девіантній сексуальній поведінці, яка включала, як описано в його особистих щоденниках, його сексуальне насильство над своїми дочками, інцестуозні стосунки принаймні з однією з його сестер і сексуальні експерименти з його собакою. Після того, як ці викриття стали публічними в 1989 році, було багато закликів вилучити роботи Е. Гілла з громадських будівель і колекцій мистецтва.

## Біографія

### Дитинство та юність
Ерік Гілл народився в 1882 році на Гамільтон-роуд, Брайтон, другою дитиною з 13 дітей преподобного Артура Тідмана Гілла та (Сіселі) Роуз Кінг (померла в 1929 році), колишньої професійної співачки оперети під ім'ям Роуз ле Руа. Його батько Артур Тідман Гілл залишив конгрегаційну церкву в 1878 році через доктринальні розбіжності та став служителем секти кальвіністських методистів, відомої як Коннекціон графині Хантінгдон. Артур народився, коли його батько, Джордж Гілл, був священиком Конгрегації та місіонером в Південних морях. Молодший брат Е. Гілла художник-графік Макдональд «Макс» Гілл (1884—1947). Двоє інших його братів, Ромні та Сесіл, стали англіканськими місіонерами, а їхня сестра, Медлін, стала черницею і також взялася за місіонерську роботу. :5
У 1897 році сім'я переїхала до Чічестера, коли його батько Артур Тідман Гілл покинув секту графині Хантінгдонс Коннексьон, ставши студентом Чичестерського теологічного коледжу та приєднавшись до Англіканської церкви. :19Ерік Гілл навчався в Чичестерській технічній та художній школі, де отримав королівську премію за малювання в перспективі та захопився написами. :26Пізніше у своєму житті Е. Гілл згадував нормандські та середньовічні різьблені кам'яні панелі в соборі Чичестера як головний вплив на власну скульптуру. У 1900 році Е. Гілл розчарувався в Чічестері та переїхав до Лондона, щоб отримати освіту архітектора з практикою у W.D. Caröe, спеціаліста з церковної архітектури з великим офісом поблизу Вестмінстерського абатства.

### Лондон 1900—1907рр.
Розчарований своїм архітектурним навчанням, Е. Гілл відвідував вечірні заняття з каменярства у Вестмінстерському технічному інституті, а з 1901 року — каліграфії в Центральній школі мистецтв і ремесел, продовжуючи працювати у W.D. Caröe. Курс каліграфії викладав Едвард Джонстон, творець шрифту лондонського метро, який справив суттєвий та тривалий вплив на Е. Гілла. :42Протягом року, до 1903 року, Е. Гілл і Е. Джонстон жили в Лінкольнз інн в центрі Лондона. :49

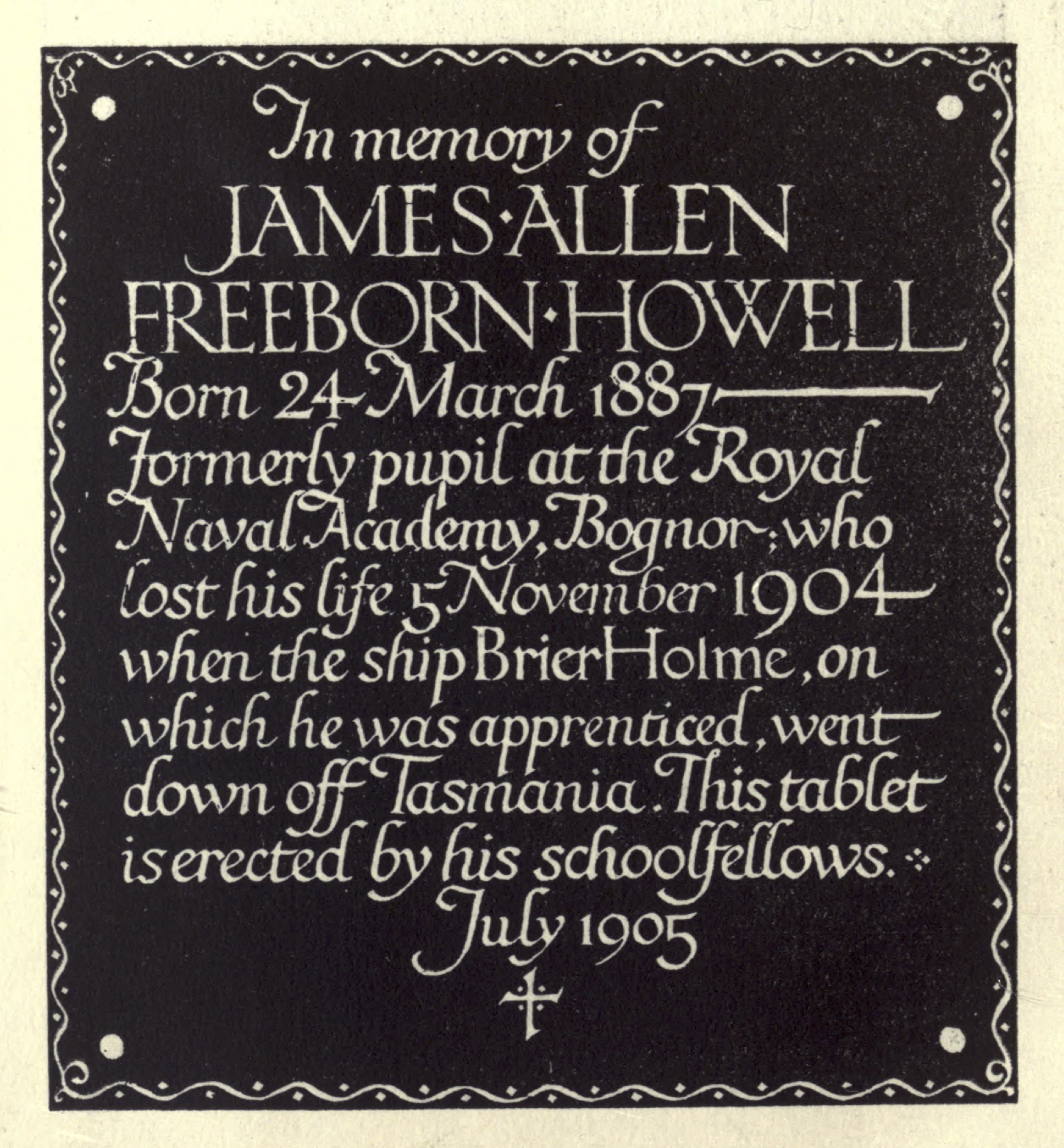
Меморіальна табличка з бронзи створена Е. Гіллом у 1905 році

У 1903 році Е. Гілл припинив навчатися архітектурі, щоб стати каліграфом, різачем і монументальним муляром. Зробивши копію невеликої кам'яної таблички з Вестмінстерського абатства, Е. Гілл створив перший публічний напис на кам'яній меморіальній табличці Персі Джозефу Хіскоку в Чичестерському соборі. :45Через контакт у Центральній школі Е. Гілла найняли, щоб вирізати напис для надгробка на кладовищі Бруквуд у Сурреї. :45Незабаром він створив й інші роботи, включаючи напис для Святої Трійці на вулиці Слоун, а також замовлення від архітекторів і приватних осіб, у тому числі графа Кесслера. :93Граф Кесслер, за рекомендацією Е. Джонстона, найняв Е. Гілла для розробки заголовків розділів і титульних сторінок для видавництва Insel Verlag. W. H. Smith &amp; Son найняли Е. Гілла для малювання написів на панелях кількох їх книжкових магазинів, у тому числі в 1903 році для їх магазину у Парижі. :55Деякий час Е. Гілл поєднував цю роботу з роботою в W.D. Caröe's, але зрештою масштаб і частота цих замовлень змусили його залишити компанію. :88Після смерті Е. Гілла його брат Еван склав перелік із 762 написів створених ним. :45
У 1904 році Е. Гілл одружився з Етель Гестер Мур (1878—1961), колишньою студенткою мистецтва, пізніше відомою як Мері, дочкою бізнесмена, який також був головним вергером Чичестерського собора. :31Е. Гілл і Е. Мур мали чотирьох дітей: трьох доньок і сина. Після короткого періоду в Баттерсі пара переїхала на 20 Black Lion Lane, Гаммерсміт у західному Лондоні, неподалік від будинку недавно одружених Джонстонів на Hammersmith Terrace. Низка митців, пов'язаних з рухом мистецтв і ремесел, у тому числі Емері Вокер, Ті Джей Кобден-Сандерсон і Мей Морріс, уже жили в цьому районі, як і розташований ряд друкарень, зокрема Doves Press. :64Е. Гілл створив ділове партнерство з Лоуренсом Крісті та найняв ряд співробітників, включаючи 14-річного Джозефа Крібба, для роботи в його студії. :66Гілл почав читати лекції в Центральній школі та викладав курси з монументальної кладки та написів для каменярів в Інституті Паддінгтона. :102У 1905 році його обрали до Виставкового товариства мистецтв і ремесел, а наступного року він приєднався до Фабіанського товариства. :101Після періоду інтенсивної взаємодії з фабіанцями Е. Гілл розчарувався як у них, так і в русі мистецтв і ремесел. До 1907 року він писав і виступав з промовами про невдачі, як теоретичні, так і практичні, ремісничого руху протистояти розвитку масового виробництва. :93
У своїх щоденниках Е. Гілл написав про два романи, які були в нього під час проживання Хаммерсміті. Короткий роман із сімейною покоївкою під час вагітності його дружини, а потім роман з Ліліан Мічем, з якою він познайомився через Фабіанське товариство. :95Е. Гілл і Л. Мічем разом відвідали Паризьку оперу та Шартрський собор, а після закінчення роману, вона працювала підмайстром у майстерні Е. Гілла і залишалася другом сім'ї протягом усього свого життя. :95

### Село Дітлінг 1907—1913рр.
У 1907 році Е. Гілл разом із сім'єю переїхав до Соперса, будинку в селі Дітчлінг у Сассексі, який згодом став центром спільноти художників, натхненної Е. Гіллом. Незважаючи на те, що до квітня 1908 року Е. Гілл заснував майстерню в Дітчлінгу та розірвав ділове партнерство з Лоуренсом Крісті, він проводив значну кількість часу в Лондоні, відвідуючи клієнтів і читаючи лекції, а його дружина Етель займалася домашнім господарством в Сассексі. :120У Лондоні Е. Гілл жив у своєму старому житлі в Лінкольнз інн зі своїм братом Максом або з сестрою Гледіс та Ернестом Лотоном, її майбутнім чоловіком. :122Гілл продовжував зосереджуватися на літерах і написах для кладки з каменю та найняв учня для свого бізнесу з написання підписів. :126Він також почав використовувати техніку гравюри на дереві для своїх книжкових ілюстрацій, зокрема для видання Гомера 1907 року для графа Кесслера. :126

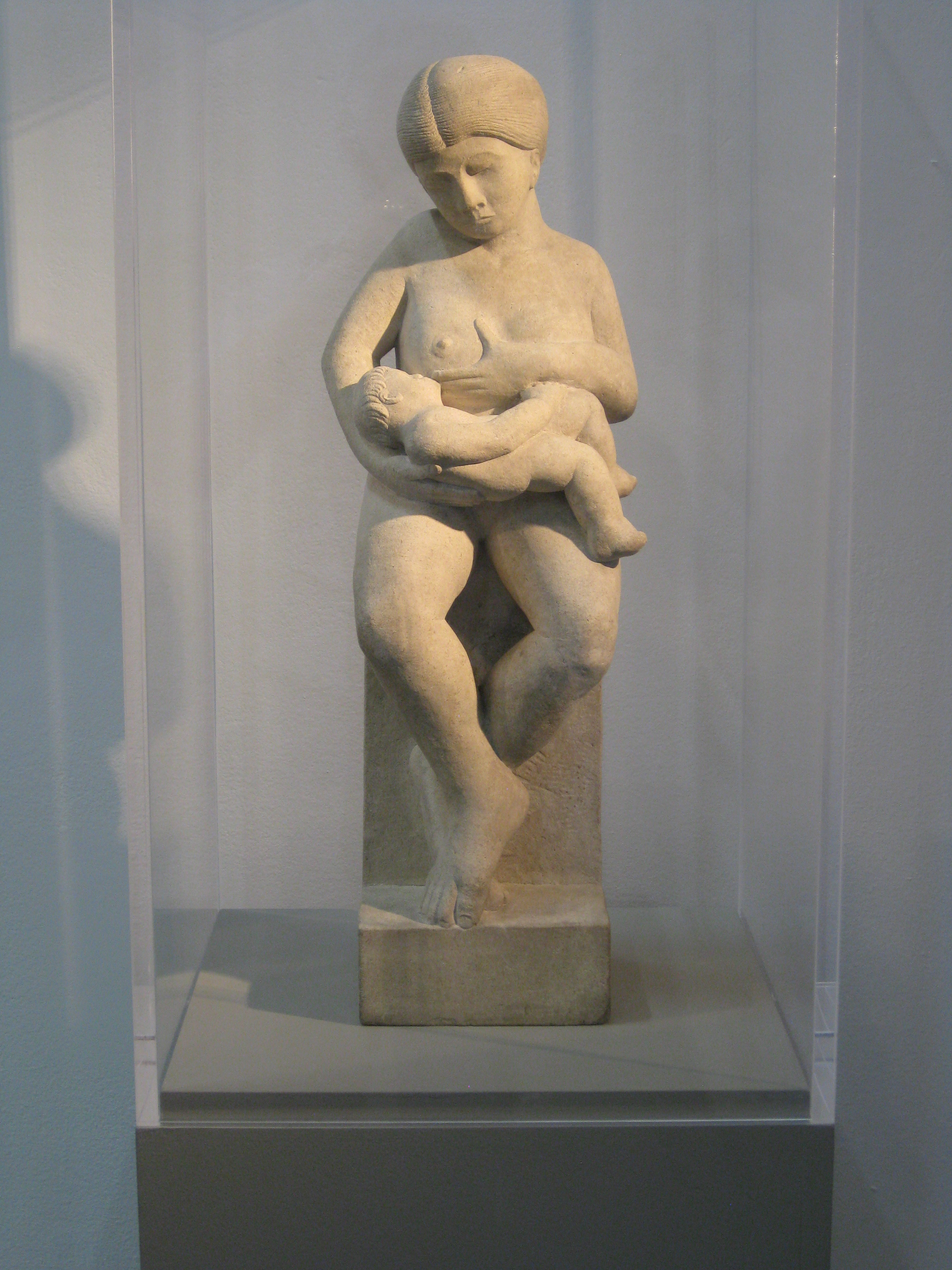
Мати і дитя, 1910

Наприкінці 1909 року Е. Гілл вирішив стати скульптором. :126Гілл завжди вважав себе ремісником, а не художником. Він відмовився від звичайної скульптурної техніки, за якої спочатку виготовляли модель, а потім збільшували її за допомогою вказівної машини, на користь прямого вирізання остаточної фігури. Його перші скульптури включали " Мадонну з немовлям " (1910), яку мистецтвознавець Роджер Фрай описав як зображення «жалюгідного анімалізму», та скульптуру майже в натуральну величину зараз відому як " Екстаз " (1911). Моделями для « Екстазу» були його сестра Гледіс Гілл та її чоловік Ернест Лотон. :104 Інцестуозні стосунки між Е. Гіллом і його сестрою Гледіс, які тривали протягом їхнього життя, вже почалися в цей момент. :104 Є також деякі докази, з власних щоденників Е. Гілла, про інцестуальні стосунки з іншою його сестрою Анджелою. :105
Раннім шанувальником скульптур Е. Гілла був Вільям Ротенштейн, саме він познайомив Е. Гілла, який був зачарований індійськими храмовими скульптурами, із цейлонським філософом та істориком мистецтва Анандою Кумарасвамі. Разом зі своїм другом і колегою Джейкобом Епштейном Е. Гілл спланував в сільській місцевості Сассекса будівництво колосального монумента, вирізаного вручну, який імітував великомасштабні споруди у форті Гваліор у штаті Мадх'я-Прадеш. Протягом другої половини 1910 року Д. Епштейн і Е. Гілл зустрічалися майже щодня, але зрештою їхня дружба зіпсувалася. На початку року вони провели довгі дискусії з В. Ротенштейном та іншими митцями, включаючи Августа Джона та Амброза МакЕвоя, про формування релігійного братства. :102У Дітчлінгу Д. Епштейн працював над елементами гробниці Оскара Уайльда на кладовищі Пер-Лашез, для якого Гілл розробив напис, перш ніж відправити Джозефа Крібба (переїхав до Дітчлінга в 1907 році) до Парижа, щоб вирізати написи. :135
Перша виставка скульптур Е. Гілла пройшла у 1911 році в галереї Chenil у Лондоні. Вісім робіт з його робіт ввійшли до Другої виставки постімпресіонізму, організованої Роджером Фраєм у галереях Графтон у Лондоні протягом 1912 та 1913 років.
До 1912 року Е. Гілла помилково вважали католицьким художником через створення ним кілька фігур Мадонни, хоча головним джерелом його доходу були надгробні написи. У зв'язку з цим він був запрошений на виставку католицького мистецтва в Брюссель і, дорогою, залишився на кілька днів у бенедиктинському монастирі в абатстві Мон-Сезар поблизу Лувена.:94Досвід T/ Гілла в Лувені, побачене під час молитви монахів та вперше почутий plainsong переконали його стати римо-католиком. У лютому 1913 року, після релігійних настанов англійських бенедиктинців, Гілл і його дружина Етель були прийняті в католицьку церкву, і Етель змінила своє ім'я на Мері.:147

### Вестмінстерський собор 1914—1918рр.

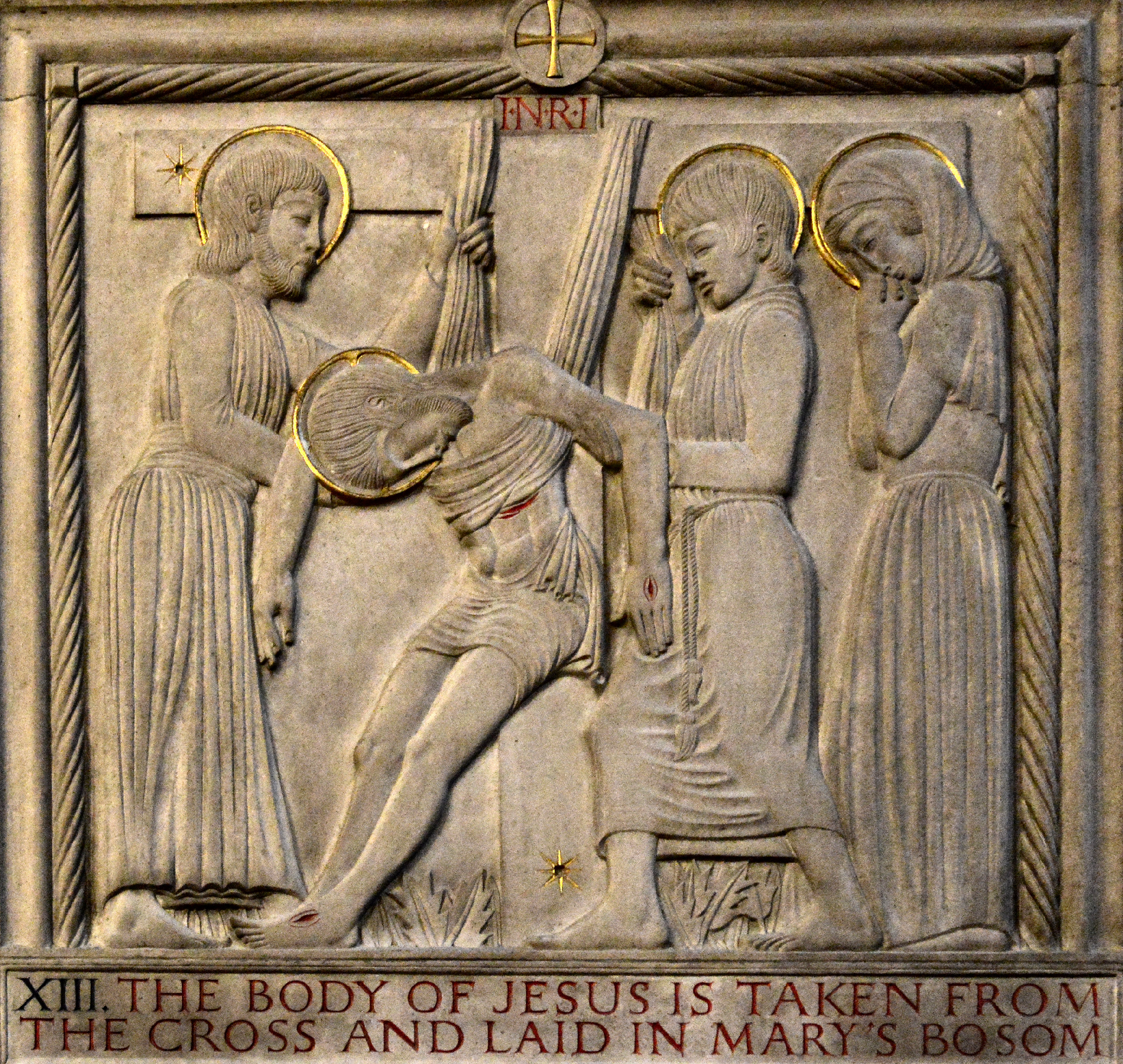
Вестмінстерський собор, Хресна дорога XIII

У 1913 році, після того як Е. Гілл і його дружина стали римо-католиками, вони переїхали до Хопкінс-Кренк у Дітчлінг-Коммон, за дві милі північніше від села Дітчлінг. Там Е. Гілл працював переважно для католицьких клієнтів, зокрема його замовлення 1914 року для 14 панелей Хресної дороги у Вестмінстерському соборі. Е. Гілл був несподіваним вибором для комісії, оскільки він лише нещодавно став католиком і лише три роки працював скульптором. Однак він був готовий виконати роботу швидше та за нижчу плату, ніж відомі скульптори. Е. Гілл використав себе як модель для створення фігури Христа на десятій панелі, так і для фігури солдата на другій панелі. Панелі не отримали схвалення більшості після розміщення через їх простий зовнішній вигляд і різкий контраст з рештою інтер'єру собору. Меншість, до якої врешті-решт увійшов Ніколаус Певснер, похвалила їх лаконічний дизайн і несентиментальне ставлення до теми. На теперішній момент вони вважаються одними з найдосконаліших великомасштабних робіт Е. Гілла. :125Згодом Е. Гілл подав пропозиції щодо оздоблення та робіт в інших частинах будівлі собору, і, згодом йому замовили проект каплиці Святого Георгія та Англійських мучеників.
Е. Гілл був звільнений від військової служби під час роботи над Хресною дорогою, а після закінчення з вересня 1918 року провів три місяці водієм у таборі Королівських ВПС у Дорсеті, перш ніж повернутись до Дітчлінга. :138

### Дітчлінг 1918—1924рр.
Після Першої світової війни разом з Гіларі Пеплер і Десмондом Чатом Е. Гілл заснував асоціацію гільдії для просування ідеалів середньовічного або доіндустріального ремісничого виробництва — Гільдію Святого Йосипа і Святого Домініка в Дітчлінгу. Гільдія наголошувала на фізичній праці на противагу сучасним промисловим методам, через що вони не використовували механізованих інструментів і вважали ремісничу роботу формою святого поклоніння. Усі члени Гільдії були католиками, і більшість, включаючи Е. Гілла, також були членами Третього Ордену Св. Домініка, мирського підрозділу Домініканського Ордену. Від мирян не очікувалося, що домініканська Літургія годин буде дотримуватись щоденної Літургії годин, розкладу молитов від Ангела Господнього о 6 ранку до Вечері о 21:00, але група в Дітчлінгу, як не дивно, це робила. :146Каплиця, спроектована Е. Гіллом, була побудована в центрі майстерень Гільдії, а дерев'яний хрест із фігурою Христа, вирізаною Е. Гіллом, встановлений на сусідньому пагорбі. :147Гілл також почав носити релігійну звичку, часто з додаванням символічного шнура цнотливості. :143У своєму сімейному домі Е. Гілл вирішив, що сучасна техніка буде відсутня, як і ванна кімната, вода набиратиметься насосом, а їжа готуватиметься на дровах. Одного гостя, який приніс до хати друкарську машинку, лаяли за це. :127Діти Е.Гілла не навчалися у школі.
Разом з Гільдією, Пеплер заснував прес-центр St Dominic's Press, купивши 100-річний друкарський верстат. Там друкували книги та брошури, що пропагували ідеали традиційних ремесел гільдій, а також гравюри Е. Гілла та ксилографічні ілюстрації. Гілл і Пеплер разом випускали номери невеликого журналуThe Game, який переважно був ілюструваний Е. Гіллом та містив статті про ремесла та соціальні питання. :122Погляди, пропаговані Гіллом і Пеплером у The Game та інших сумісних публікаціях, часто були навмисно провокаційними, антикапіталістичними та проти індустріалізації.

Водночас зі своєю роботою та ілюструванням в Гільдії Е. Гілл розробив декілька військових меморіалів у цей період. До них належали меморіали в Трампінгтоні в Кембриджширі, в Чірку на півночі Уельсу, в Дітчлінгу та настінне панно із записами 228 імен загиблих у прихожі в Новому коледжі в Оксфорді. Е. Гілл також створив меморіал у Брайантспуддлі в Дорсеті та разом із Чатом і Гіларі Страттон — пам'ятник у Саут-Гартінгу. Біля головного входу до Британського музею Е. Гілл разом із Джозефом Кріббом розробив і вирізьбив меморіальний напис співробітникам музею, які загинули під час конфлікту, а для Музею Вікторії та Альберта, теж разом із Кріббом, він створив військовий меморіал у вхідній залі музею. Раніше, у 1911 році, Е. Гілл вирізав напис на камені фундаменту нової будівлі Британського музею короля Едуарда VII. Іншою важливою роботою Е. Гілла цього періоду була Хресна дорога, яку він вирізьбив разом із Chute для церкви Святого Катберта в районі Меннінгем у Бредфорді. 

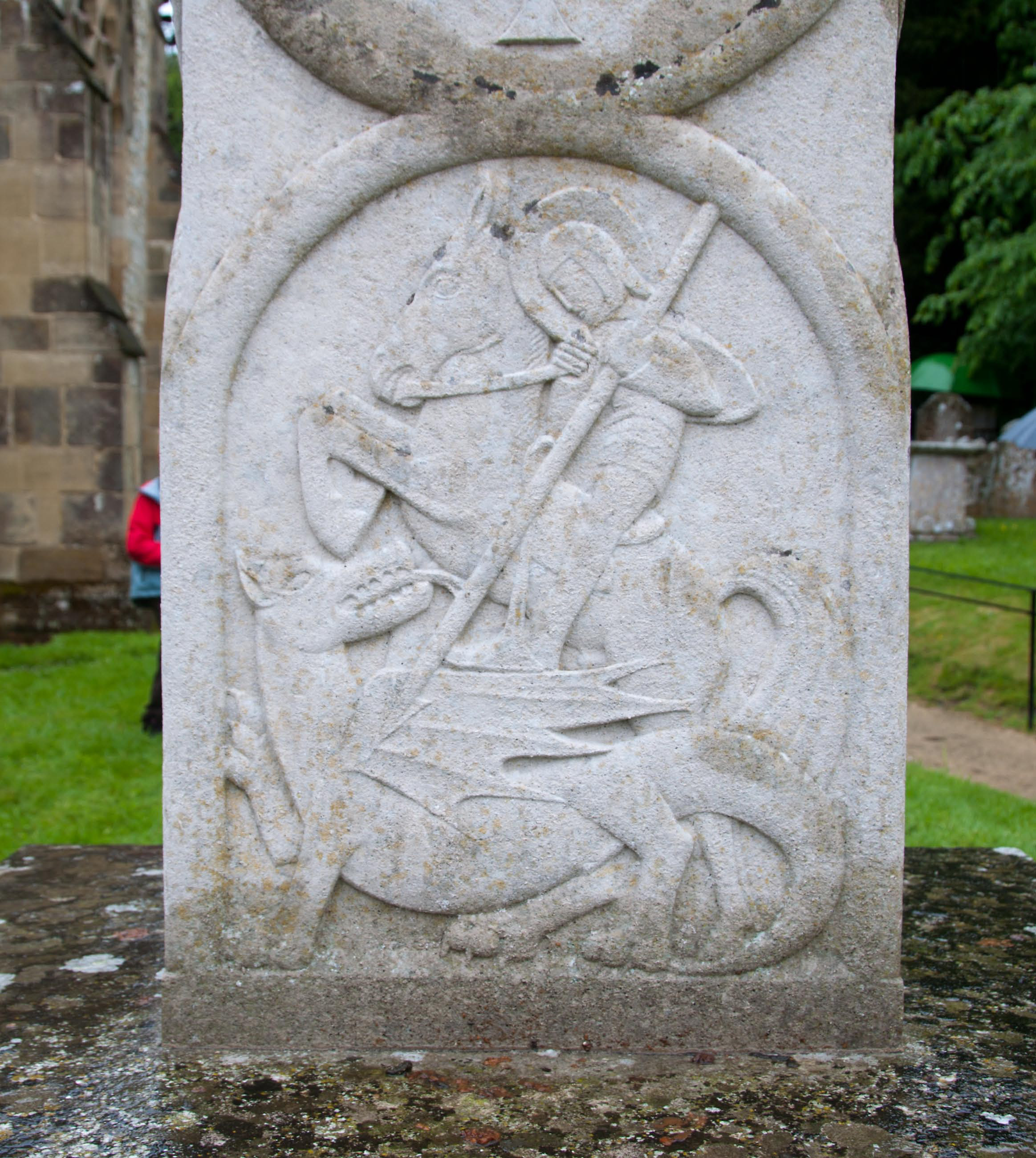
Св. Георгія, деталь військового меморіалу Саут-Гартінг, Західний Сассекс
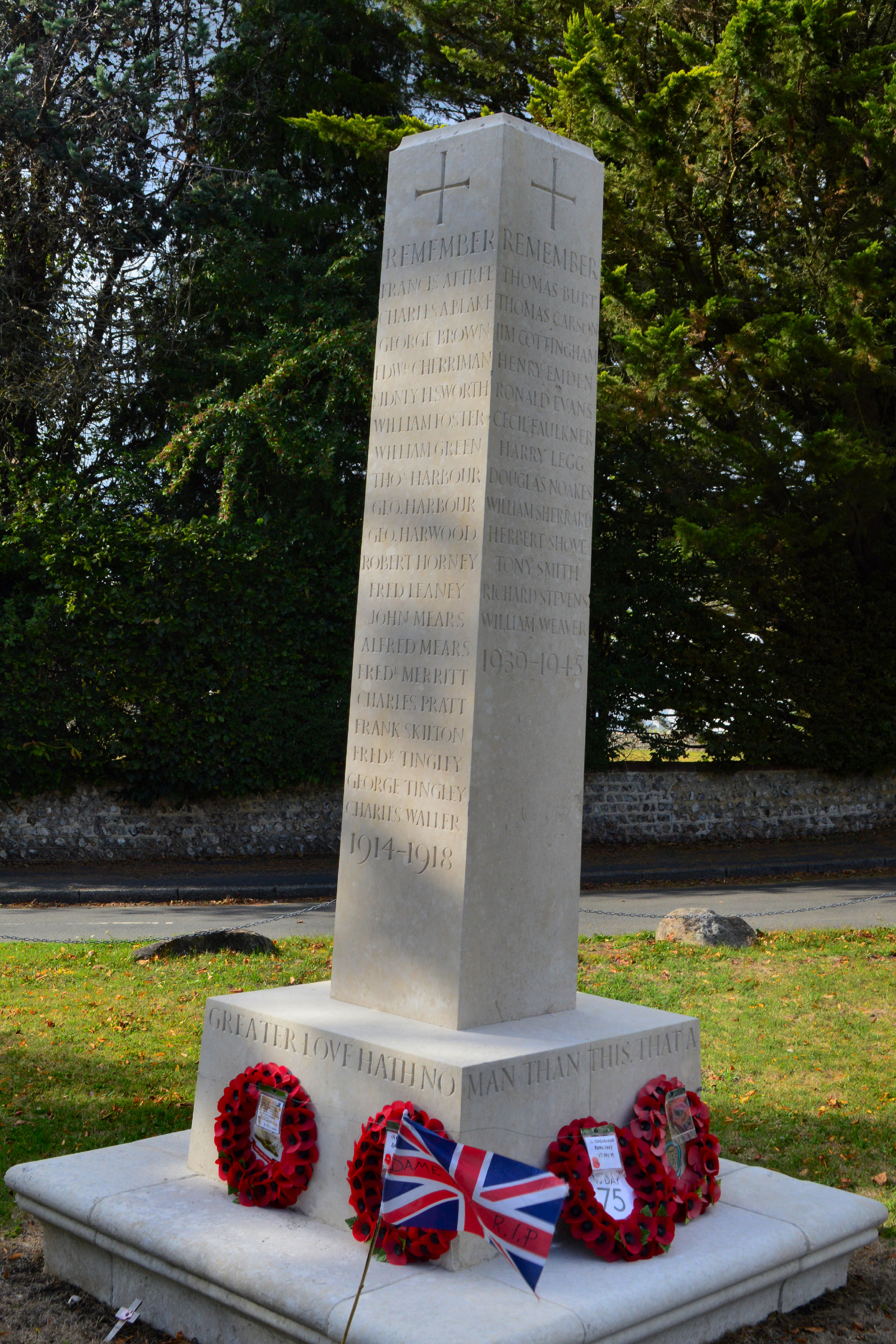
Військовий меморіал, Сассекс
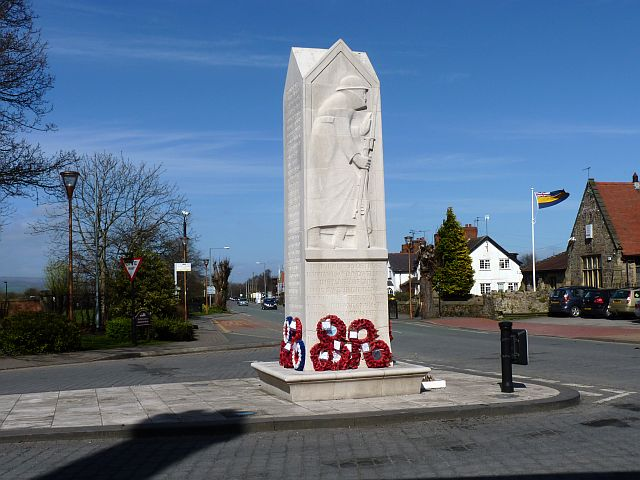
Військовий меморіал Чирка, Рексем
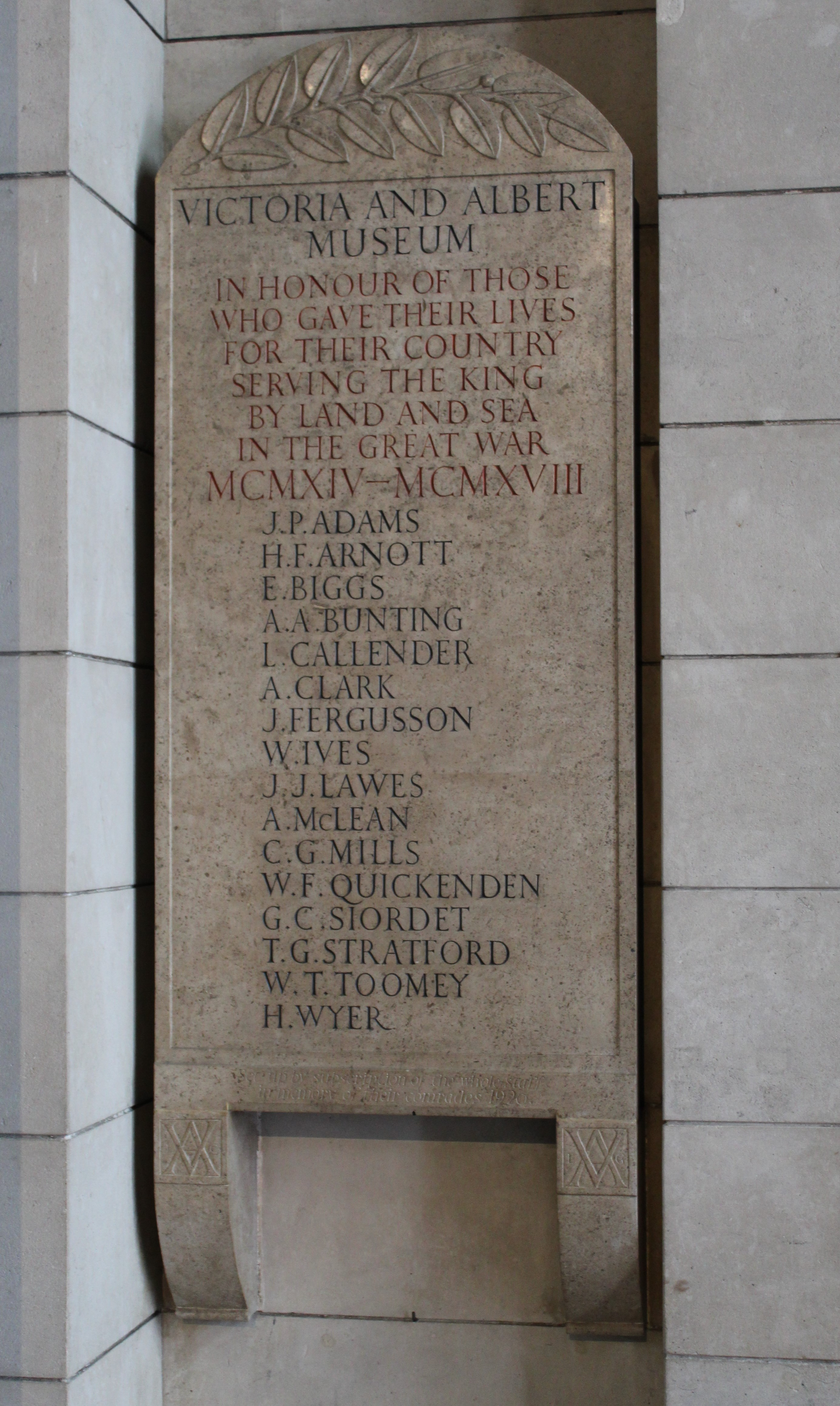
Військовий меморіал співробітників Музею Вікторії та Альберта
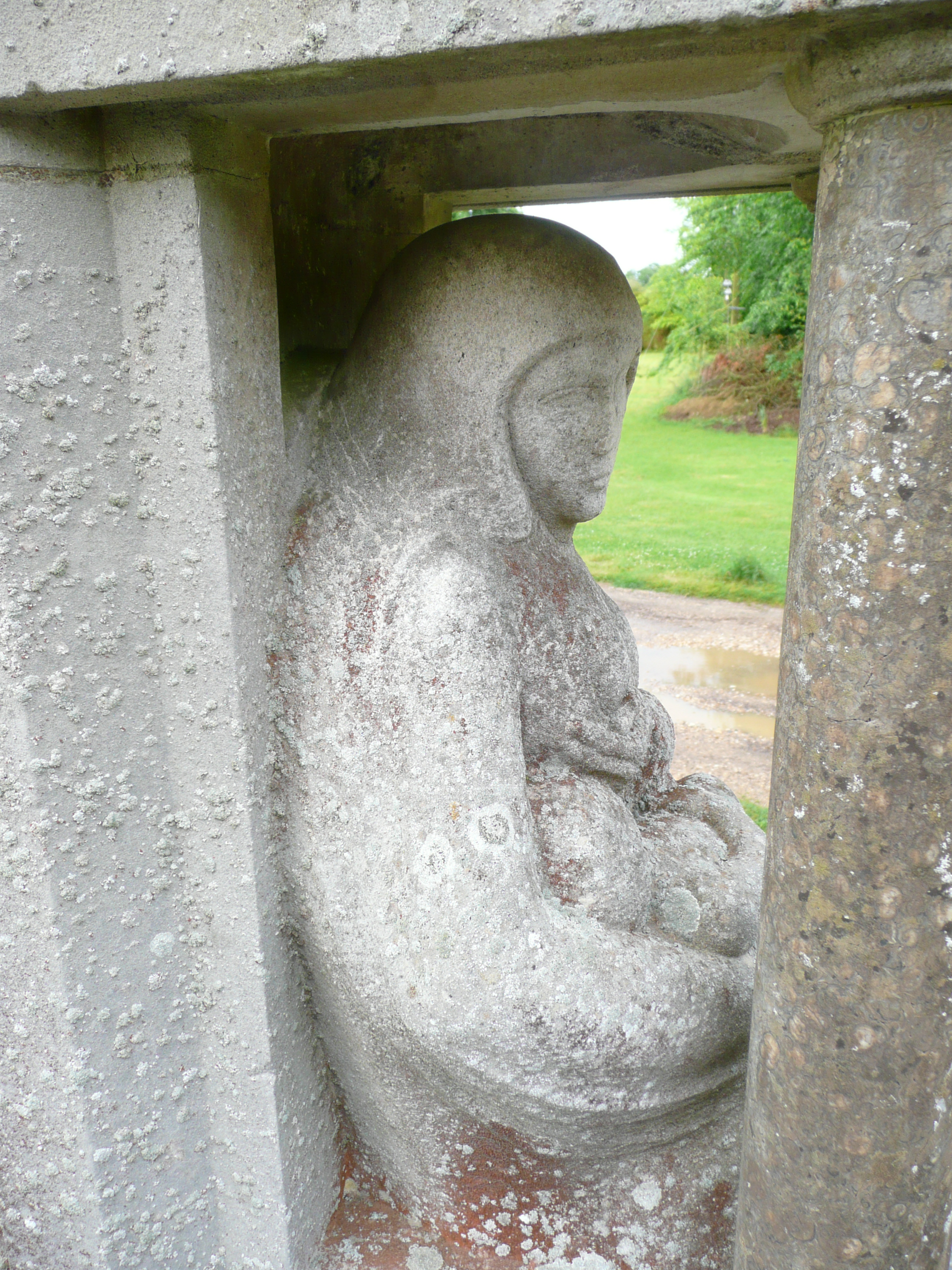
Деталь військового меморіалу Briantspuddle, Дорсет

Отримавши замовлення створити військовий меморіал для Університету Лідса, Е. Гілл створив фриз із зображенням Очищення Храму, але зобразив тогочасних купців як міняйл, яких Ісус виганяв із Храму. Розуміючи, що це невідповідна тема для військового меморіалу та може спричинити серйозну образу в комерційному центрі міста Лідс, Е. Гілл все одно наполягав на такому варіанті виконання проекту. Мультяшна природа готового фриза, на якому зображена собака Святого Домініка, яка перекидає касу, лише збільшила негативну реакцію на цю роботу. :166
Ще до скандалу з меморіалом в Лідсі серія ілюстрацій Е. Гілла « Вінчання Бога „, “ Навернених» і « Божественних коханців», а також його погляди на сексуальну природу християнства викликали занепокоєння в римо-католицькій ієрархії та віддалили Е. Гілла від інших членів спільноти Дітлінга. :164Серії прижиттєвих малюнків і відбитків його дочок, у тому числі « Дівчина у ванні» та « Розчісування волосся», зроблені в Дітчлінгу, вважалися одними з найкращих робіт Е. Гілла. Про сексуальне насильство, яке Е. Гілл чинив над своїми двома старшими дочками в той самий період, стало відомо лише після його смерті.
Кілька професійних ремісників приєдналися до спільноти у Дітчлінгу, через що на початку 1920-х років громада зросла до 41 особи, які займали кілька будинків на 20 акрах навколо каплиці та майстерень Гільдії. :148Серед відомих відвідувачів Громади були Г. К. Честертон і Гілер Беллок, чиїм дистрибутивним ідеям слідувала Гільдія. Деякі молоді люди, які брали участь у боях під час Першої світової війни, приїхали, щоб лишитися надовго. До них входили Деніс Тегетмайер, Реджинальд Лоусон і художник і поет Девід Джонс, який недовго був заручений з другою донькою Е. Гілла, Петрою. :151
Однак Е. Гілл розчарувався в керівництві гільдією та посварився зі своїм близьким другом Пеплером, зокрема через бажання останнього розширити громаду та налагодити тісніші зв'язки з селом Дітчлінг, а також через те, що донька Е. Гілла, Бетті, хотіла вийти заміж за сина Пеплера, Девіда. Е. Гілл вийшов з Гільдії в липні 1924 року і, розглянувши низку інших місць у Великобританії та Ірландії, перевіз свою родину до безлюдного монастиря в Чорних горах Уельсу. :170

### Капель-і-Ффін 1924—1928рр.

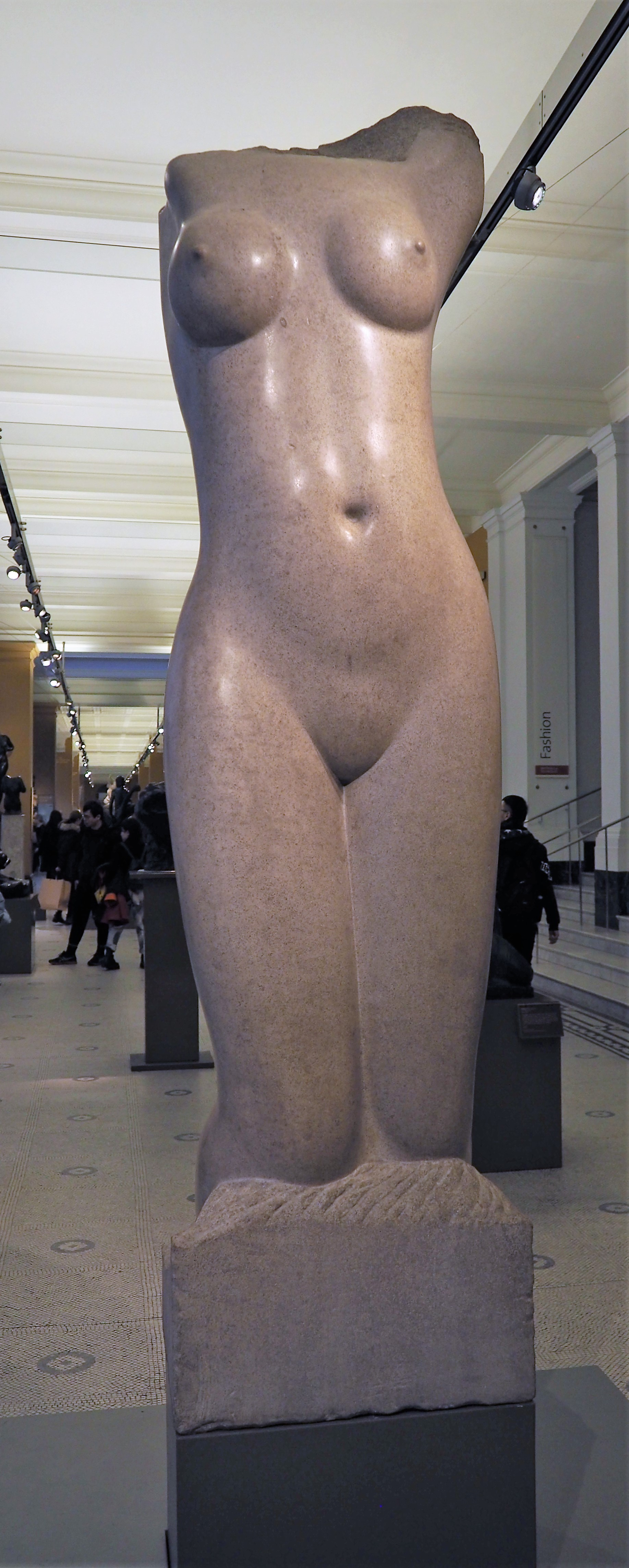
Людство, 1927

У серпні 1924 року Гілли покинули Дітчлінг і разом із двома іншими родинами переїхали до занедбаного монастиря, абатства Ллантоні, у Капел-і-Ффін у Чорних горах Уельсу. :179Напівзруйнована будівля знаходилася високо в ізольованій долині приблизно за чотирнадцять миль від Абергавенні. З'ясувавши аварійний стан монастирської каплиці, швидко збудовали нову, а для проведення щоденної меси призначили бенедиктинського монаху з абатства Калді. :182Дональд Еттватер прибув у Капел-і-Ффін незадовго до того, як Гілли, Девід Джонс і Рене Хейг, (майбутній чоловік Джоан Гілл, приєдналися незабаром після цього). :182Джозеф Крібб залишився у Дітчлінгі, але його молодший брат Лоуренс Крібб (1898—1979) переїхав і згодом став головним помічником Е. Гілла.
Протягом кількох тижнів після прибуття в Капел-і-Ффін Е. Гілл завершив скульптуру " Осадження ", чорний мармуровий торс Христа, і зробив скульптуру "Сплячий Христос ", у вигляді кам'яної голови, яка зараз знаходиться в художній галереї Манчестер Сіті. :185У 1926 році він завершив створення скульптури Тобіаса і Сари для бібліотеки коледжу Святого Джона в Оксфорді. Рельєфний образ із дубовим рельєфом для військового меморіалу для школи Россалл був завершений у 1927 році.
Коли в 1924 році Роберт Ґіббінгс звернувся з проханням створити дизайн для видавництва Golden Cockerel Press, яку він і його дружина Мойра нещодавно придбали, Е. Гілл спочатку відмовився працювати з подружжям, оскільки вони не були католиками. Проте Е. Гілл передумав, коли вони захотіли опублікувати томик віршів його сестри Енід. Стосунки між Е. Гіллом і Гіббінгами покращилися настільки, що протягом наступних десяти років Е. Гілл став головним гравером та ілюстратором у видавництві «Golden Cockerel Press». Кілька таких книг, як «Пісня над піснями» (1925), «Троіл і Крісейд» (1927), «Кентерберійські оповідання» (1928) і "Чотири Євангелія " (1931), вважаються класикою спеціалізованого книжкового видавництва. :187Е. Гілл створив вражаючий дизайн, який уніфікував та інтегрував ілюстрації в текст, а також створив новий шрифт для друкарства. Еротичний характер книги "Пісні над піснями " та ілюстрацій до книги " Прокреантський гімн " Едварда Повіса Мезерса викликав значні суперечки в римо-католицьких колах і призвів до тривалих суперечок між Гіллом і представниками духовенства. :211 Видавництво «Golden Cockerel Press» опублікувало чотири власні книги Е. Гілла, і він проілюстрував ще тринадцять робіт для видавництва. Крім того, з 1924 року до своєї смерті Е. Гілл написав 38 книг і проілюстрував ще 28.
Інші ключові робочі відносини, які Е. Гілл встановив під час роботи в Капел-і-Ффін, були зі Стенлі Морісоном, консультантом із друкарських питань Monotype Corporation. Морісон переконав Е. Гілла застосувати навички та знання, які він отримав у розрізанні літер, до шрифтів, придатних для механічного відтворення. :187Саме в Капел-і-Ффін Гілл розробив шрифти Perpetua (1925), Gill Sans (1927 і далі) і почав працювати над Solus (1929). Gill Sans вважається одним із найуспішніших шрифтів, коли-небудь створених, і досі широко використовується.
Мешкаючи в Капел-і-Ффін, Е. Гілл проводив багато вихідних у будинку Роберта та Мойри Гіббінгс у Волтем-Сент-Лоренс, насолоджуючись нетрадиційним і гедоністичним способом життя пари. :191Він часто бував в Брістолі спілкуючись з групою молодих інтелектуалів, зосереджених навколо книготорговця Дугласа Клевердона, опублікував і поширив деякі твори Е. Гілла. :192З 1925 року секретарем і коханкою Е. Гілла була Елізабет Білл. Її віллу на кількох акрах у французьких Піренеях у Салі-де-Беарні Гілли часто відвідували. :205Зокрема сім'я Гіллів провела там зиму 1926—1927 рр., тоді Е. Гілл зробив багато гравюр для Троїла та Крізейди. :215Протягом останніх місяців 1927 року він працював у лондонській студії на Glebe Place у Челсі над створенням скульптури спочатку відомої як Людство (Humanity, зараз — Mankind). Скульптура у вигляді гігантського торсу моделі Анжели Гілл (сестри Е. Гілла) була вперше показана в галереї Goupil у Лондоні, отримавши значне визнання, перш ніж її придбав художник Ерік Кеннінгтон. :220 Через кілька років Кеннінгтон запропонував цю скульптуру зоопарку Віпснейд. Зоопарк відмовився від пропозиції, і зараз робота знаходиться в колекції Тейт, але виставлена в Музеї Вікторії та Альберта. :220

Під час створення цієї скульптури транспортувати камінь для Людства в Капел-і-Ффін було надто непрактично і стало зрозуміло, що це місце проживання занадто віддалене і ізольоване для зростаючого комерційного навантаження Е. Гілла, і до травня 1928 року він шукав новий дім для своєї родини та майстерень. :221

Gill Sans
Joanna Nova
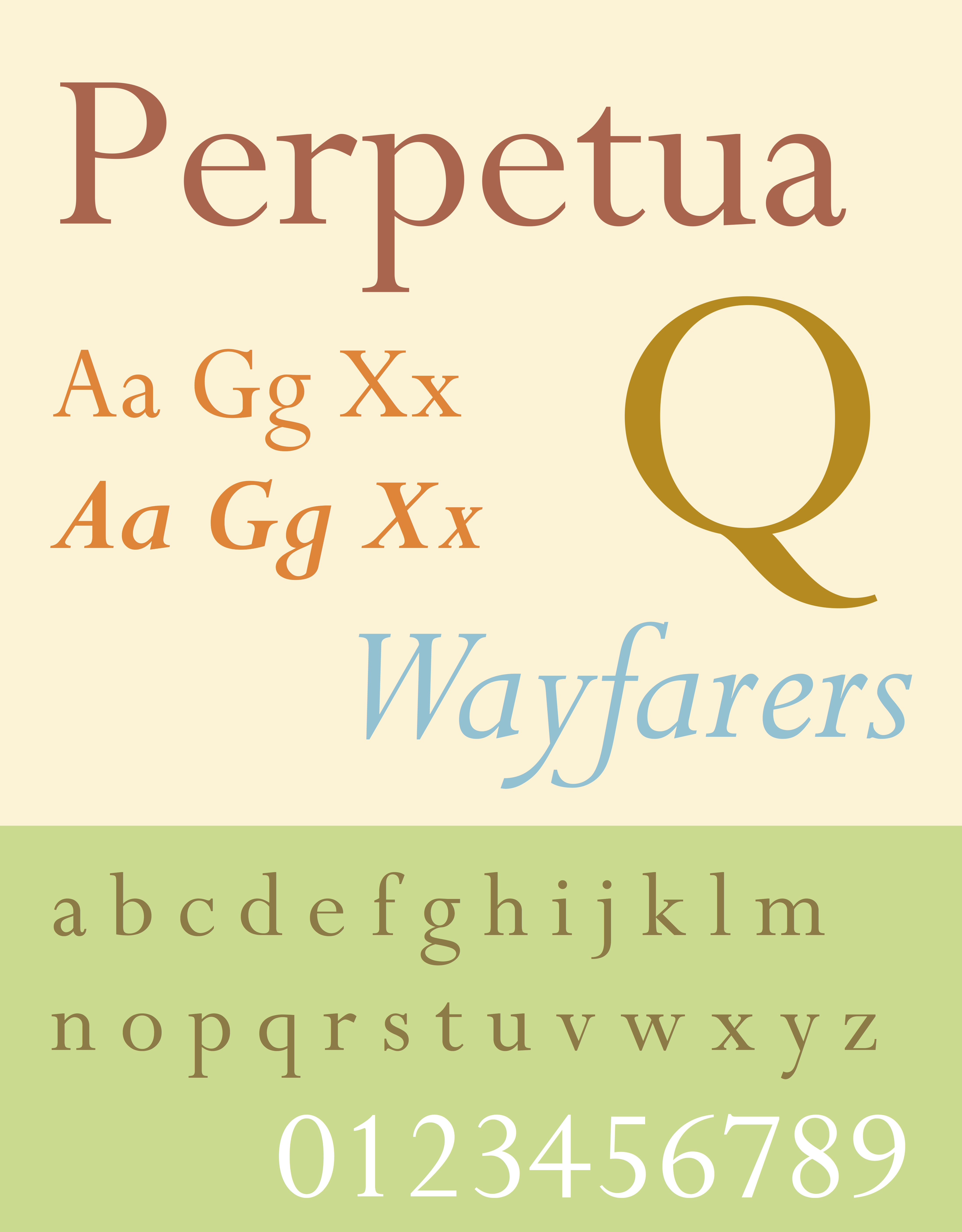
Perpetua
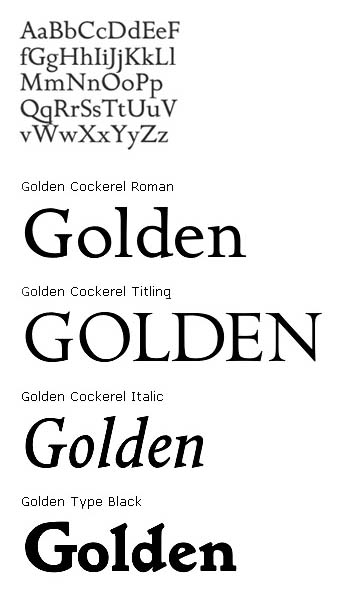
Golden Cockerel type
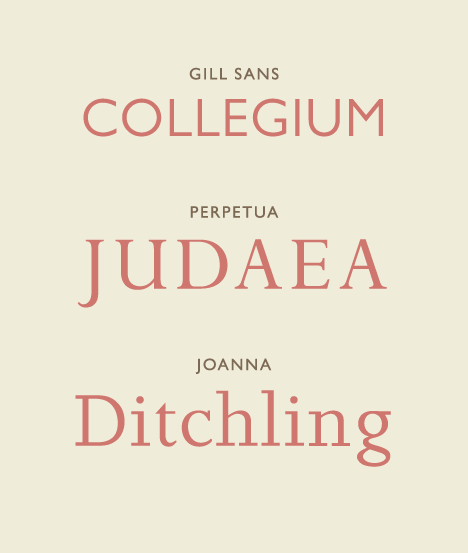
Три гарнітури Е. Гілла

### Піготтс, Бакінгемшир 1928—1934рр.
У жовтні 1928 року сім'я Гіллів переїхала до Піготтса в Спіні, за п'ять миль від Хай-Вікомба в Бакінгемширі. Маєток мав форму чотирикутної будівлі з центральним свинарником, навколо якого розташовувався великий фермерський будинок, у якому проживали Ерік і Мері Гілл, котедж для Петри та її чоловіка Деніса Тегетмайєра та ще один для Джоанни та Рене Хейг. Стайні та сараї були перетворені на ательє та майстерні, а також на домашні друкарні. :225Каплиця була прилаштована в одному кутку та отримала ліцензію для відправлення меси протягом шести місяців. :226

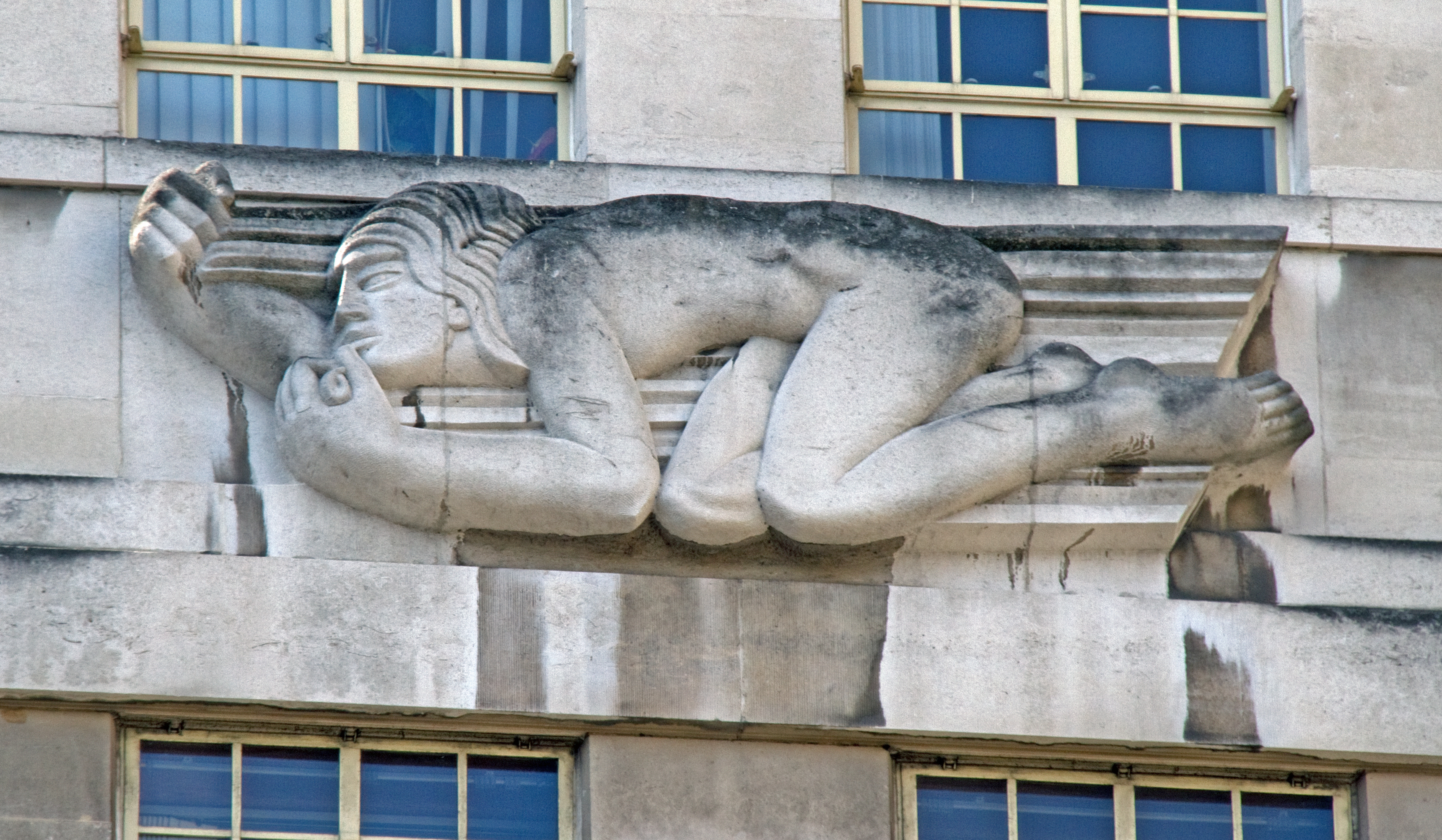
Північний вітер, станція St James's Park, Лондон

Успіх персональної виставки у 1928 році в галереї Goupil значно підвищив авторитет Е. Гілла та призвів до того, що Чарльз Холден доручив йому очолити команду з п'яти скульпторів, включаючи Генрі Мура, зі створення деяких зовнішніх скульптур для нової будівлі штаб-квартири компанії London Electric Railway, попередниці лондонського метрополітену. :228Е. Гілл розпочав проект через кілька днів після прибуття в Піготтс і працював в Лондоні з листопада 1928 року, щоб вирізати три з восьми рельєфних скульптур на тему "Чотири вітри " для будівлі. :229
Книга Е. Гілла Art-Nonsense and Other Essays була опублікована в 1929 році і в ній вперше використали шрифт Perpetua. На фронтисписі книги була гравюра Belle Sauvage, зображення оголеної жінки, що виходить з лісу. Різні версії Belle Sauvage стали одними з найпопулярніших ілюстрацій Е. Гілла, а моделлю для них була Беатріс Ворд, історик типографії, керівниця корпорації Monotype та інколи коханка Е. Гілла. :232До 1930 року сестра Е. Гілла Гледіс Гілл розлучилася зі своїм другим чоловіком, а перший чоловік Ернест Лотон загинув у битві на Соммі, і, виходячи з щоденникових записів, вони з Еріком відновили свої кровозмісні стосунки. :239Пізніше того ж року в щоденниках записано те, що Е. Гілл назвав своїми «експериментами» з собакою. :239У вересні 1930 року він серйозно захворів з різними симптомами, включаючи амнезію, і провів кілька тижнів у лікарні. :237

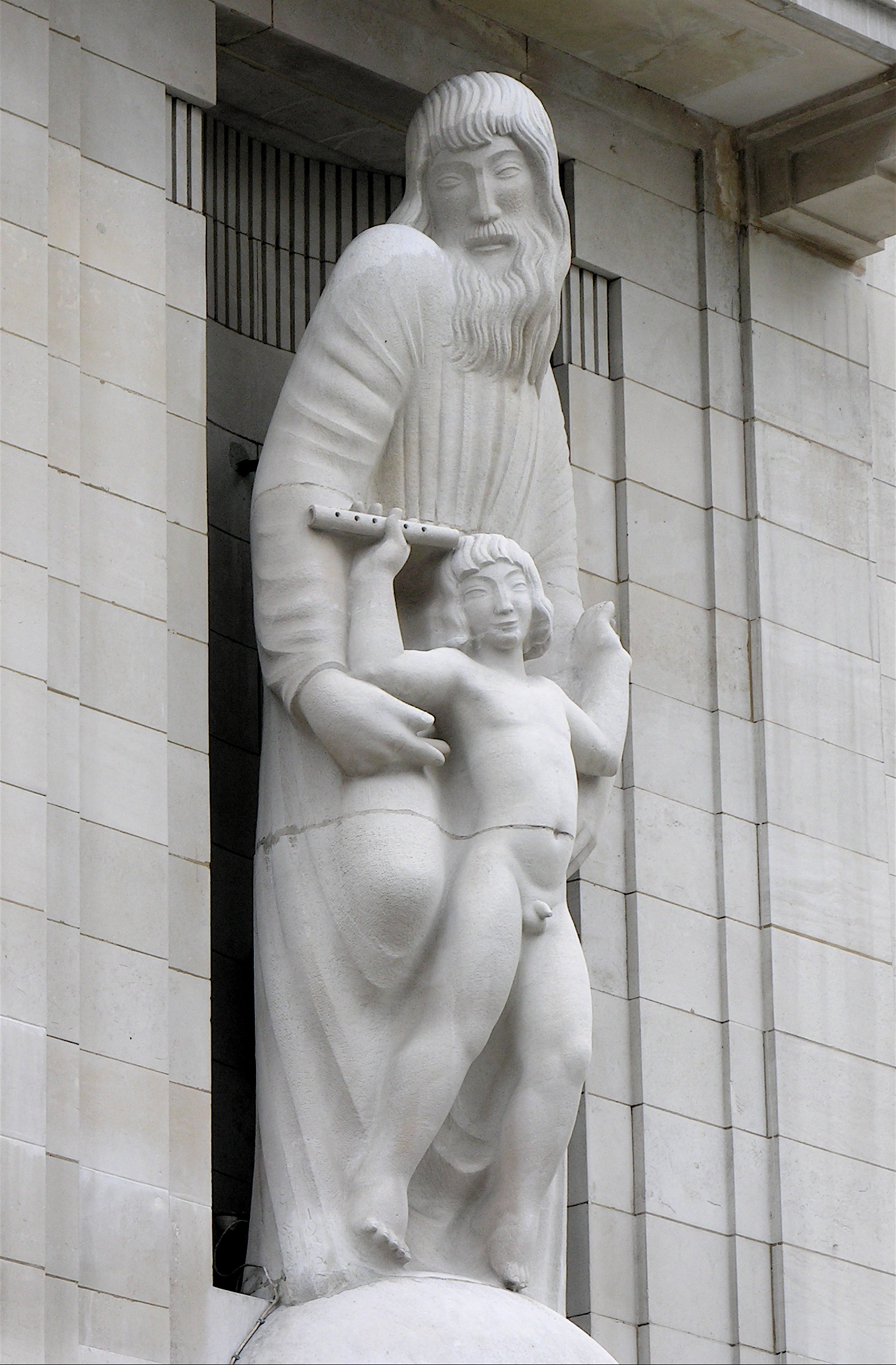
Просперо і Аріель

Наступні два роки були одними з найвизначніших у кар'єрі Е. Гілла з кількома помітними досягненнями. Видавництво Hague and Gill Press, засноване в Pigotts у 1931 році, надрукувало 16 власних книг і буклетів Е. Гілла, а також він проілюстрував шість інших книг для видавництва. Також для цього видавництва він створив шрифт Joanna, який згодом був адаптований для комерційного використання Monotype. Він закінчив "Чотири Євангелія ", які вважаються найкращими з усіх книг, випущених видавництвом «Golden Cockerel Press», і почав працювати над скульптурою " Просперо та Аріель " для BBC Broadcasting House у Лондоні. :243Протягом 1931 і 1932 років Е. Гілл працював над скульптурою Просперо і Аріель, а також над чотирма іншими роботами для ВВС у центрі Лондона. :245Різьба під відкритим небом на будівельних лісах посеред Лондона ще більше підвищила популярність Е. Гілла. :247Незважаючи на те, що Е. Гілл погодився з вибором ВВС теми, коли приймав замовлення, він не бачив його доречності та часто стверджував, що фігури, які він створив, представляють Бога-Батька та Бога-Сина, який має знаки стигматів.
Готель Midland, Morecambe побудований у 1932—1933 рр. Лондонською Мідлендською та Шотландською залізницею за дизайном Олівера Хілла в стилі арт- деко та включав кілька робіт Е. Гілла, Меріон Дорн та Еріка Равіліуса. Для проекту Е. Гілл разом із Лоуренсом Кріббом і Дональдом Поттером виготовили двох морських коників у вигляді креветок для зовнішнього входу; круглий гіпсовий рельєф на стелі кільцевих сходів усередині готелю; декоративну настінну карту північного заходу Англії; і великий кам'яний рельєф Одіссея, якого Навсікая зустрічає з моря, для входу в вітальню. Працюючи в Моркамбі, Е. Гілл познайомився з Мей Рівз, яка постійно приїздила в Піготтс, перш ніж переїхати туди, щоб керувати невеликою школою та стати постійною коханкою Е. Гілла на кілька років. :256

### Єрусалим і Піготтс, 1934—1938рр.

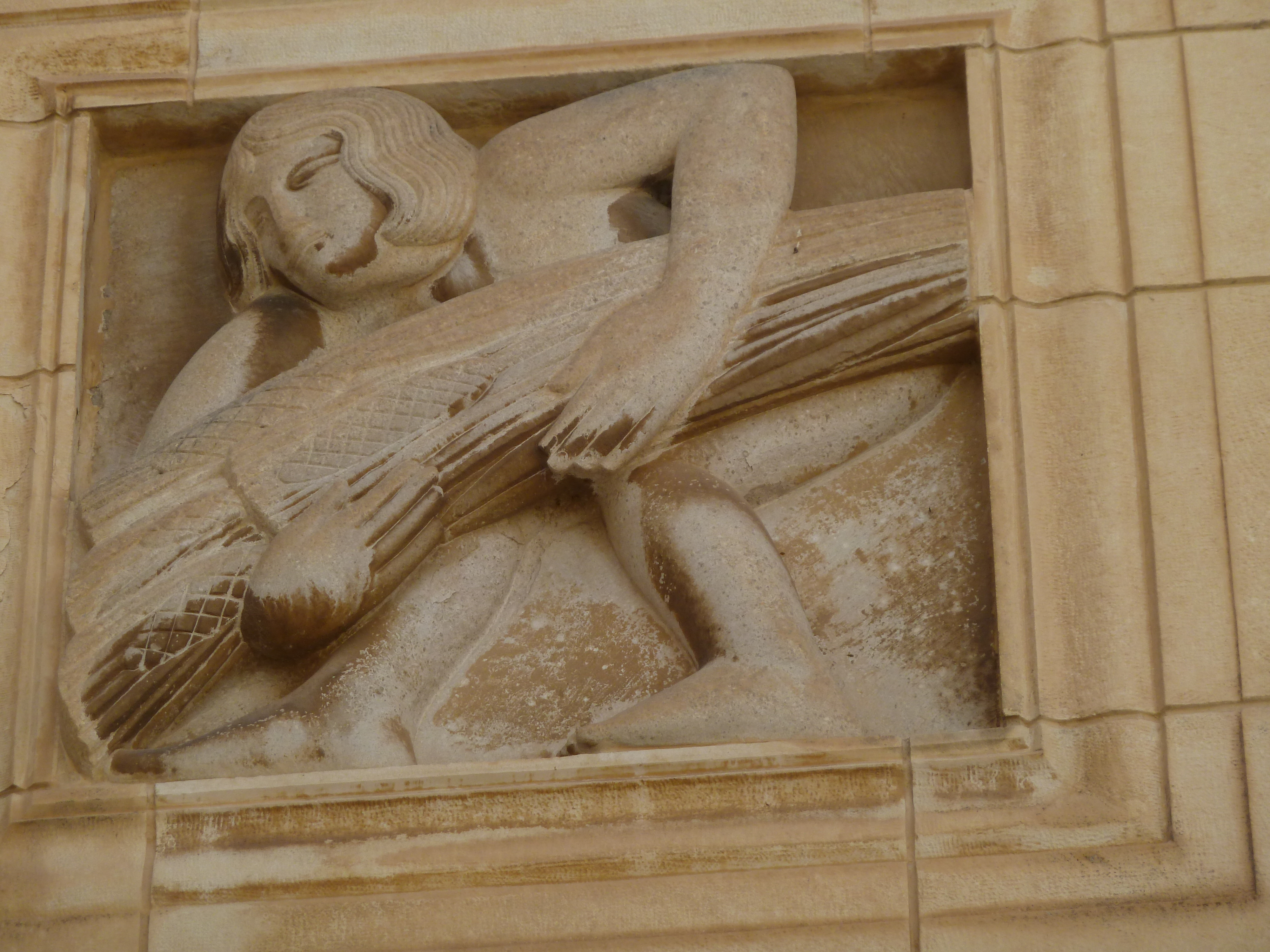
Ханаанська культура, Музей Рокфеллера, Єрусалим, 1934 рік

У 1934 році Е. Гілл разом з Лоуренсом Кріббом відвідав Єрусалим, для роботи в Палестинському археологічному музеї, нині Археологічний музей Рокфеллера. :263 У ньому вони вирізали кам'яний барельєф зустрічі Азії та Африки над парадним входом разом із десятьма кам'яними рельєфами, що ілюструють різні культури, і фонтан із зображенням горгульї у внутрішньому дворі. Також він вирізав кам'яні вивіски по всьому музею англійською, івритом та арабською мовами.
Два візити Е. Гілла до Єрусалиму сильно вплинули на його душевний стан. Більше проявлялося незадоволення впливом людства на світ, а також росло переконання у своїй власній ролі як людини, обраної Богом для зміни суспільства. :263Після повернення до Англії та смерті його зятя Девіда Пеплера песимізм Е. Гілла посилився, збільшувався антагонізм щодо Церкви та інших художників. :265Парадоксально, але водночас Е. Гілл відмовився від свого давнього спротиву щодо використання сучасних домашніх зручностей і побутової техніки. У Піготтсі зробили ванну кімнату, призначили шофера та садівника, а його секретаркам дозволили користуватися друкарськими машинками. :266Від персоналу майстерні більше не очікували дотримання релігійних обрядів, і серед додаткових підмайстрів і помічників, яких найняв Е. Гілл, було кілька некатоликів, у тому числі Волтер Річі. :249Пруденс Пелем, донька графа Чічестера, стала єдиною ученицею Е. Гілла. :250Протягом своєї кар'єри Е. Гілл працював принаймні з 27 учнями, включаючи свого племінника Джона Скелтона, Гіларі Страттон, Дезмонда Чата, Девіда Кіндерслі та Дональда Поттера.
Есе Е. Гілла " Все мистецтво — це пропаганда " 1935 року ознаменувало повну відмову від його попереднього переконання, що художники не повинні займатися політичною діяльністю. :272Він став прихильником соціального кредиту, а згодом перейшов на соціалістичну позицію. У 1934 році Е. Гілл зробив внесок у виставку, організовану Міжнародною асоціацією художників лівого спрямування, і захищав виставку від звинувачень у The Catholic Herald, що її мистецтво було «антихристиянським». У другій половині 1930-х років Е. Гілл постійно виступав на зборах і мітингах лівих. :273Він був категоричним противником фашизму і одним із небагатьох католиків у Британії, які відкрито підтримували іспанських республіканців. Е. Гілл став пацифістом і разом з Е. І. Воткіним і Дональдом Еттватером допоміг створити католицьку миротворчу організацію Pax. Пізніше Е. Гілл приєднався до Peace Pledge Union і підтримував британське відділення Fellowship of Reconciliation.

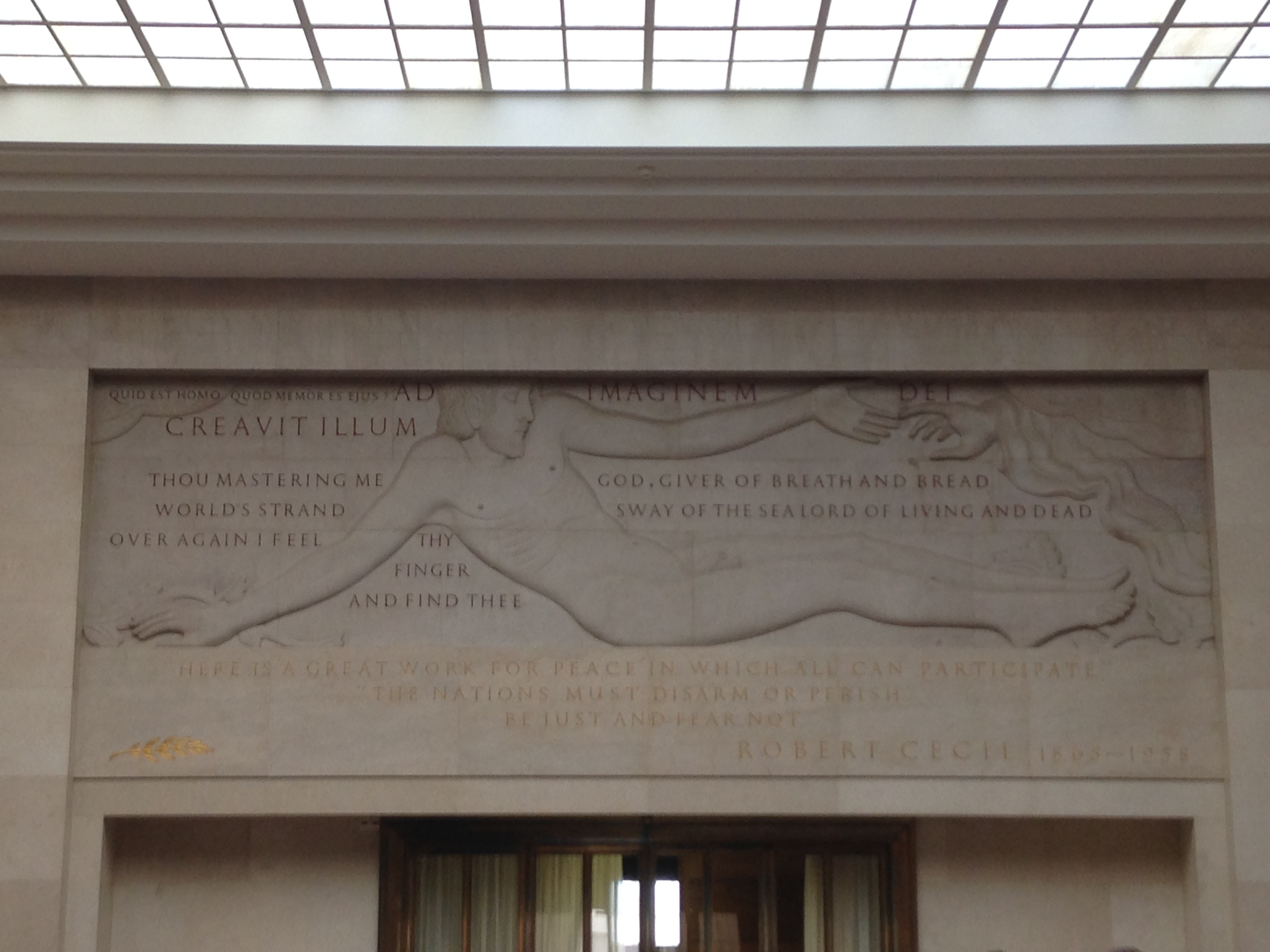
Створення людини, 1938

Е. Гіллу доручили створити серію із семи барельєфних панелей для фасаду Народного палацу, нині Великого залу Лондонського університету королеви Марії, який відкрився в 1936 році. У 1937 році він створив дизайн фону для першої остаточної серії марок Георга VI для пошти. У 1938 році Е. Гіллу замовили величезну картину для будівлі Палацу Націй у Женеві як подарунок британського уряду Лізі Націй. :275Початкова пропозиція Е. Гілла полягала в тому, щоб зробити більшу, міжнародну версію фриза " Міняльники ", який викликав таке обурення в Лідсі багато років тому, але після заперечень делегатів Ліги подав альтернативну схему. Творіння людини, поруч із Дарами людини Богу та Дарами Бога людині, є трьома мармуровими барельєфами у 17 частинах і становлять найбільшу створену окрему роботу Е. Гілла, але не є одними з його найкращих робіт. :276
У 1935 році Е. Гілл був обраний почесним членом Інституту британських архітекторів, а в 1937 році Королівське товариство мистецтв присвоїло йому звання Королівського дизайнера промисловості — найвищу британську нагороду для дизайнерів, і став членом-засновником факультету RSA королівських дизайнерів промисловості після його відкриття в 1938 році. :271У квітні 1937 року Е. Гілл був обраний асоційованим членом Королівської академії. Дивно, чому Е. Гіллу запропонували, а він прийняв почесті від закладів, які він відкрито ганьбив протягом своєї кар'єри.

### Останні роботи, 1939—1940рр.

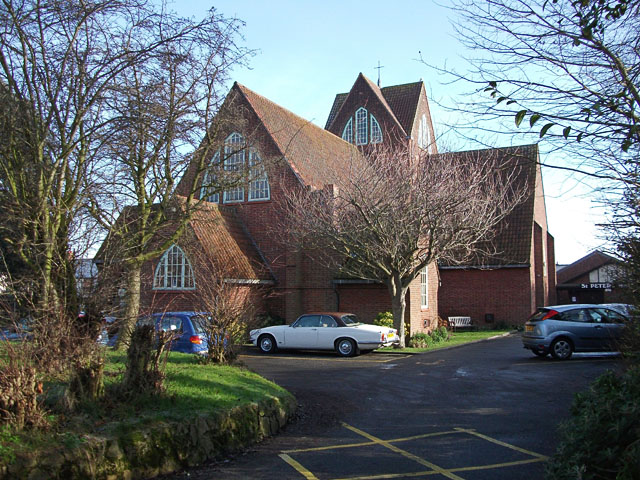
Святий апостол Петро в Горлстон-он-Сі, (1938—1939)

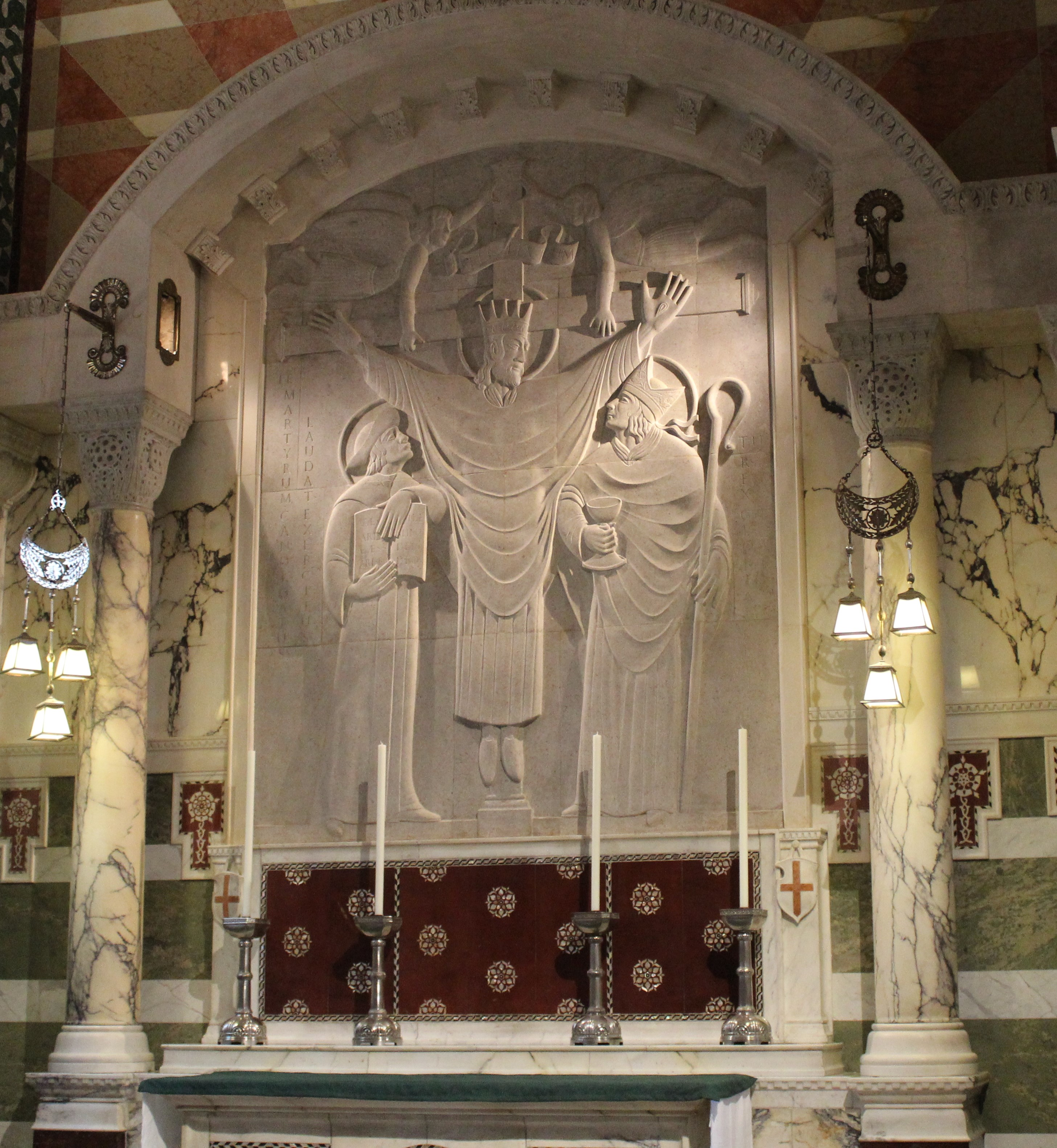
Вівтар каплиці Святого Георгія та Англійських мучеників, Вестмінстерський собор

У 1938 і 1939 рр. Е. Гілл спроектував свій єдиний завершений архітектурний об'єкт — римо-католицьку церкву Святого Апостола Петра в Горлстоні-он-Сі. Він створив будівлю навколо центрального вівтаря, що на той час вважався радикальним відхиленням від католицької практики розташування вівтаря у східній частині церкви. :280
Останні публікації Е. Гілла " Двадцять п'ять оголених " і « Малюнки з життя» містили малюнки Дейзі Гокінс, доньки-підлітка економки Гіллів, з якою Е. Гілл мав роман у 1937 році. Роман тривав два роки, протягом яких Е. Гілл малював її майже щодня. Коли Дейзі Гокінс відправили з Піготтса до пансіону в Капел-і-Ффін, яким керувала Бетті Гілл, Ерік Гілл переїхав за нею туди для продовження стосунків. :284
Серед останніх скульптур Е. Гілла була серія замовлень для Гілдфордського собору. З жовтня по грудень 1939 року він працював у Гілдфорді, вирізаючи на будівельних лісах фігуру св. Івана Хрестителя. А також працював над набором панелей із зображенням Хресної дороги для англіканської церкви Св. Албана в Оксфорді, закінчивши малюнки за три тижні до своєї смерті та завершивши дев'ять частин самостійно. Для каплиці Святого Георгія та Англійських мучеників у Вестмінстерському соборі Е. Гілл розробив низьку рельєфну скульптуру на стіні за вівтарем. Дизайн Е. Гілла демонстрував фігуру Христа-Священика в натуральну величину на хресті, на якій були присутні сер Томас Мор і Джон Фішер. Е. Гілл помер до завершення роботи, і керівництво собору доручило Лоуренсу Кріббу закінчити скульптуру та наполягло на видаленні елемента оригінального дизайну Е. Гілла, фігури домашньої мавпи. Коли каплицю зрештою відкрили для публіки, така цензура останньої роботи Е. Гілла викликала значні суперечки.
З кінця 1939 року до середини 1940 року Е. Гілл переніс низку хвороб, у тому числі краснуху, але того ж літа встиг написати свою автобіографію. Е. Гілл помер від раку легенів у лікарні Гарефілд у Міддлсексі вранці в неділю 17 листопада 1940 року і після похоронної меси в каплиці Піготтс був похований на цвинтарі баптистської церкви Спін.
Після смерті Е. Гілла було складено список із понад 750 його висічених написів, на додаток до понад 100 кам'яних скульптур і рельєфів, 1000 гравюр, кількох дизайнів шрифтів, які він створив, і його 300 друкованих робіт, включаючи книги, статті та брошури. :294

## Сексуальне насильство
Особисті щоденники Е. Гілла розкривають сексуальне насильство над його двома старшими доньками-підлітками під час перебування в Дітчлінг-Коммон, інцестуальні стосунки з його сестрами, а в 1930 році — статеві акти з його собакою. Цей аспект життя Е. Гілла був мало відомий за межами його родини та друзів до публікації біографії Фіони МакКарті в 1989 році. У біографії Роберта Спейта 1966 року нічого про це не згадувалося. Донька Е. Гілла Петра Тегетмайер, яка була жива на момент написання біографії Маккарті, описала свого батька як «безкінечну цікавість до сексу» і що «ми сприймали це як належне», і сказала своєму другові Патріку Нуттгенсу, що вона не була збентежена. Дітей навчали вдома, і, за словами Тегетмайєр, вона тоді не розуміла як поведінка її батька оцінюється іншими. Незважаючи на визнання, яке отримала книга, і широке відраза до аспектів сексуального життя Е. Гілла, що відбулося після публікації, Маккарті отримала певну критику за розкриття інцесту Е. Гілла за життя його дочки. Інші, особливо Бернард Левін, вважав, що вона була надто поблажливою до Е. Гілла. Маккарті прокоментувала:
після початкового шоку, […] коли історія Е. Гілла про подружні зради, інцест і експериментальний зв'язок із його собакою стала загальновідомою наприкінці 1980-х років, наступна переоцінка його життя та мистецтва зміцнила його мистецьку репутацію. Е. Гілл став одним із найдивніших і найоригінальніших суперечників двадцятого сторіччя, часом розлюченим, завжди захоплюючим промовцем постійної потреби людини в Богу в умовах дедалі більш матеріалістичної цивілізації та інтелектуальної сили в епоху всеосяжної тривіальності.
Незважаючи на викриття Маккарті, протягом кількох років репутація Е. Гілла як художника зростала, але після викриття інших відомих педофілів ситуація змінилася, коли групи та окремі особи закликали видалити роботи Е. Гілла.
У 1998 році група міністрів і духовенства, які пережили сексуальне насильство, закликала видалити Хресну дорогу Е. Гілла з Вестмінстерського собору, що призвело до дебатів у британській католицькій пресі. Були заклики видалити статую Святого Архангела Михаїла Гілла з католицької церкви Святого Патріка в Дамбартоні. У 2016 році деякі жителі Дітчлінга заперечували проти пропозиції встановити біля сільського військового меморіалу меморіальну дошку, на якій було б зазначено, що Е. Гілл є автором пам'ятника. У січні 2022 року чоловік заліз на фасад Broadcasting House і пошкодив молотком статую Просперо та Аріель, а інший чоловік кричав про педофілію Е. Гілла. Раніше майже 2500 людей підписали петицію на веб-сайті 38 Degrees з вимогою видалити роботу. У лютому 2022 року Гілдфордський собор оголосив, що розглядає «нову інтерпретацію» статуй Святого Івана Хрестителя та Христа на хресті Е.Гілла, які знаходяться на їхній будівлі. Декілька організацій, зокрема Save the Children, вирішили припинити використання шрифтів, розроблених Е. Гіллом. Коли у 2017 році журналістка Рейчел Кук зв'язалася з музеями, де зберігаються роботи Е. Гілла, щоб поставити запитання про те, чи вплинули викриття зловживань на їхню політику щодо показу його матеріалів, більшість відмовилися з нею спілкуватися. Помітним винятком був Музей мистецтва та ремесел Дітчлінга, де зберігається багато прикладів робіт Гілла, а також предмети родини Гілл. Раніше, у жовтні 2016 року, музей провів семінар " Не заплющувати очі ", на який були запрошені художники, куратори та журналісти, щоб обговорити, як звернути увагу на поведінку Е. Гілла у виставковій програмі. Це призвело до виставки 2017 року "Ерік Гілл: Тіло " та зобов'язання музею включити принаймні одну експозицію, що висвітлює образи Е. Гілла, у своїх постійних виставках.

## Гарнітури та написи
У 1909 році Е. Гілл вирізьбив алфавіт та цифри для книги «Рукописи та написи для шкіл і класів і для використання майстрами», яку склав Едвард Джонстон. Пізніше він передав їх Музею Вікторії та Альберта для використання студентами Королівського коледжу мистецтв. У 1914 році Е. Гілл познайомився з типографом Стенлі Морісоном, який пізніше став типографським консультантом у Monotype Corporation. На замовлення Морісона він розробив шрифт Gill Sans у 1927—1930 роках. Gill Sans було засновано на написах без зарубок, спочатку розроблених для лондонського метро. Гілл співпрацював з Едвардом Джонстоном у ранньому проектуванні шрифту для метро, але покинув проект до його завершення. У 1925 році він розробив для Морісона шрифт Perpetua, у якому верхній регістр базувався на монументальних римських написах. Зразок дизайну Е. Гілла та власного вирізання в стилі Perpetua на місці можна знайти в нефі церкви в Полінгу, Західний Сассекс, на настінній табличці, присвяченій життю сера Гаррі Джонстона. У період 1930—1931 рр. Е. Гілл розробив шрифт Joanna, який він використовував для друку своєї книги "Нарис про типографіку ".

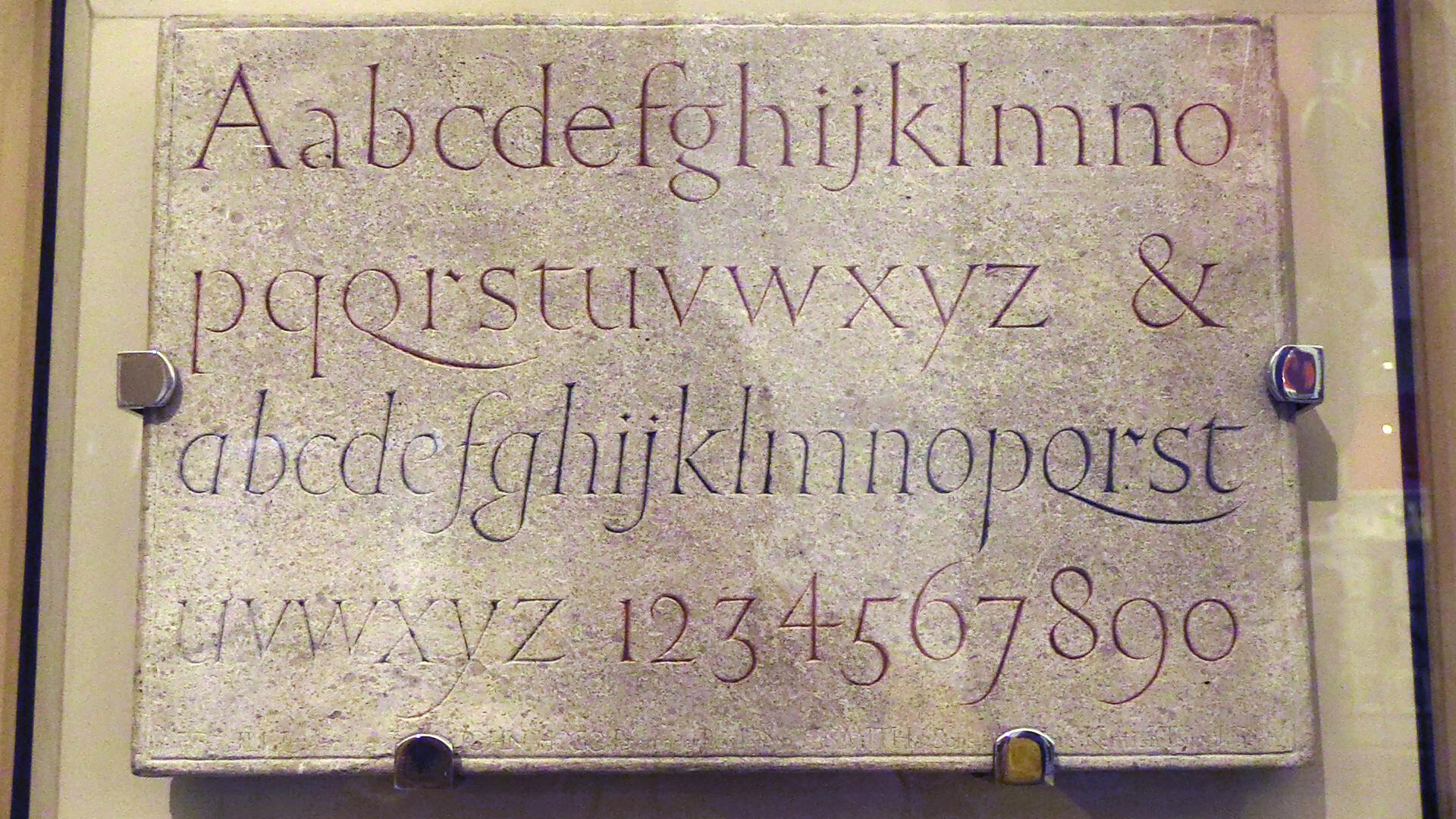
Алфавіти та цифри (1909)
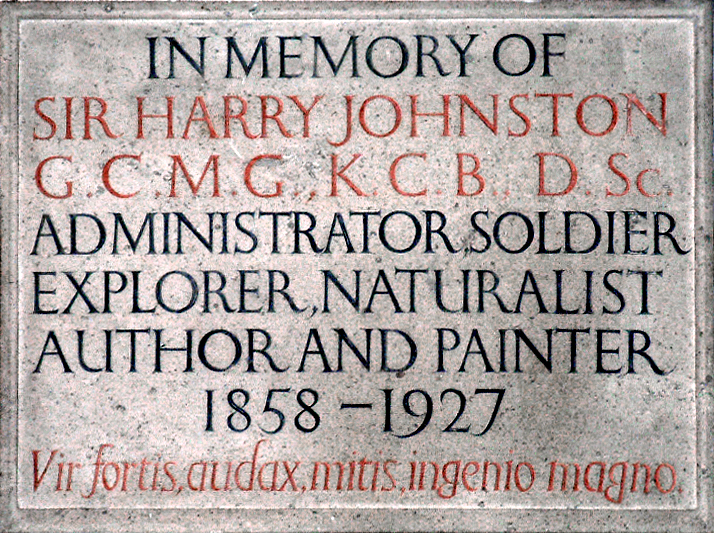
Меморіальна дошка серу Гаррі Джонстону
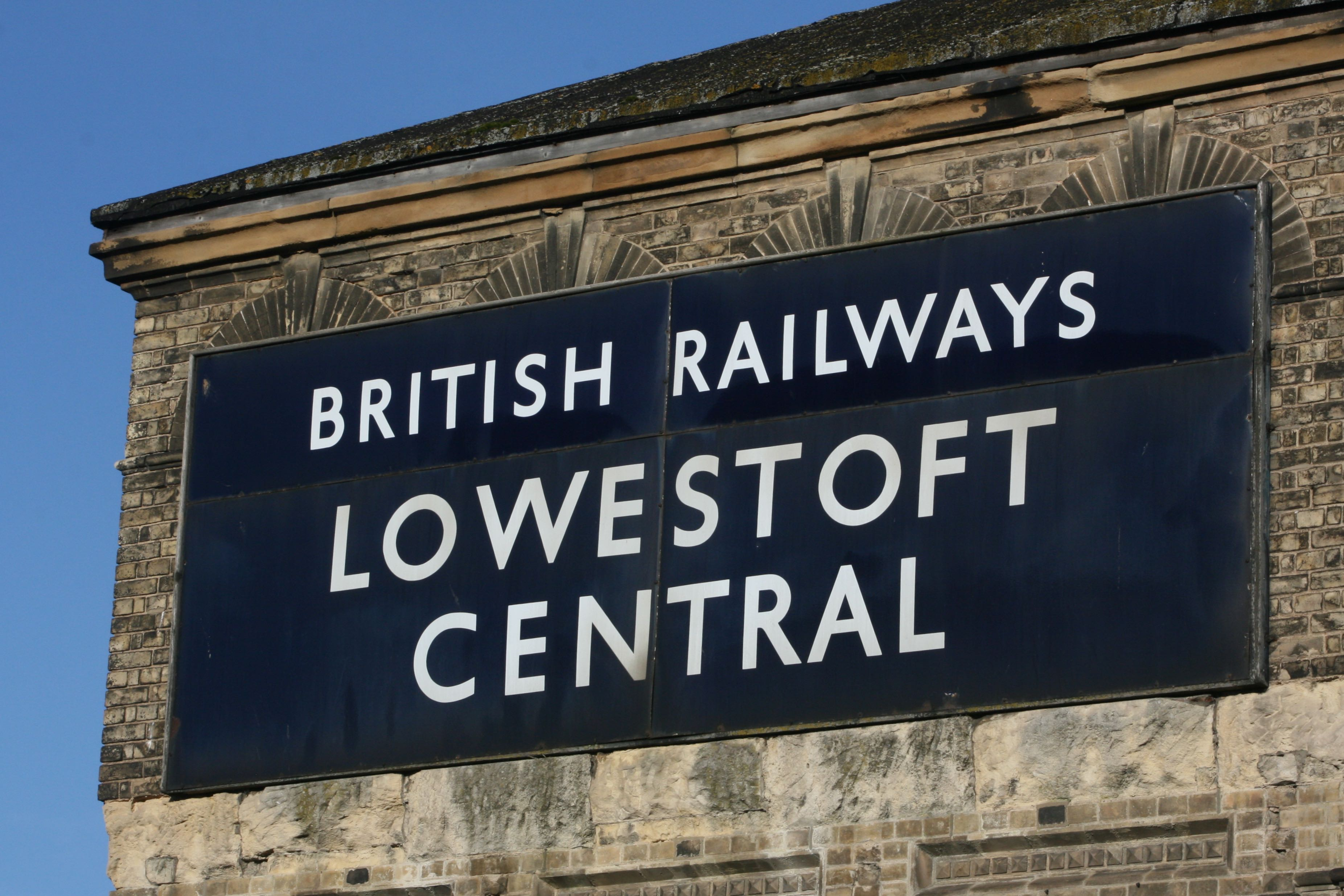
Знак Британських залізниць на залізничній станції Лоустофт шрифтом Gill Sans
Гарнітура Gill Sans

Інші шрифти Е.Гілла включають:
- Golden Cockerel Press Type (для видавництва "Golden Cockerel Press "; 1929)[60] Розроблений більш сміливим, ніж деякі інші шрифти Е.Гілла, щоб забезпечити доповнення до дерев'яних гравюр.[61][62][63][64][65]
- Solus (1929)[60][66]
- Aries (1932)[60]
- Floriated Capitals (1932)[60]
- Bunyan (1934)
- Pilgrim (перероблена версія Bunyan; 1953)[60]
- Jubilee (також відомий як Cunard; 1934)[60]

Ці дати не є точними, оскільки міг пройти тривалий час між створенням Е. Гіллом дизайну та його завершенням, шляхом доопрацювання командою креслярського офісу Monotype (яка опрацьовує багато деталей, таких як відстань) і подальшим розрізанням на метал. Крім того, деякі дизайни, такі як Joanna, були випущені для використання в тонкому друку задовго до того, як вони стали широко доступними від Monotype.
Один із найпоширеніших британських шрифтів, Gill Sans, використовувався в класичній системі дизайну Penguin Books, Лондонської та Північно-Східної залізниці, а пізніше Британських залізниць, з багатьма додатковими стилями, створеними Monotype як за життя Е. Гілла, так і після нього. У 1990-х BBC прийняла Gill Sans для свого торговельного знака та багатьох телевізійних зображень.
Сімейство Gill Facia було створено Коліном Бенксом як імітація дизайну різьби по каменю Е. Гілла з окремими стилями для меншого та більшого тексту.
Е. Гіллу було доручено розробити гарнітуру з обмеженою кількістю алографів, які можна було б використовувати на монотипних системах або лінотипних машинах. Шрифт частково базувався на арабському стилі Наскх, але вважався неприйнятно далеким від норм арабського письма. Він був відхилений і ніколи не був надрукований.

## Опубліковані праці

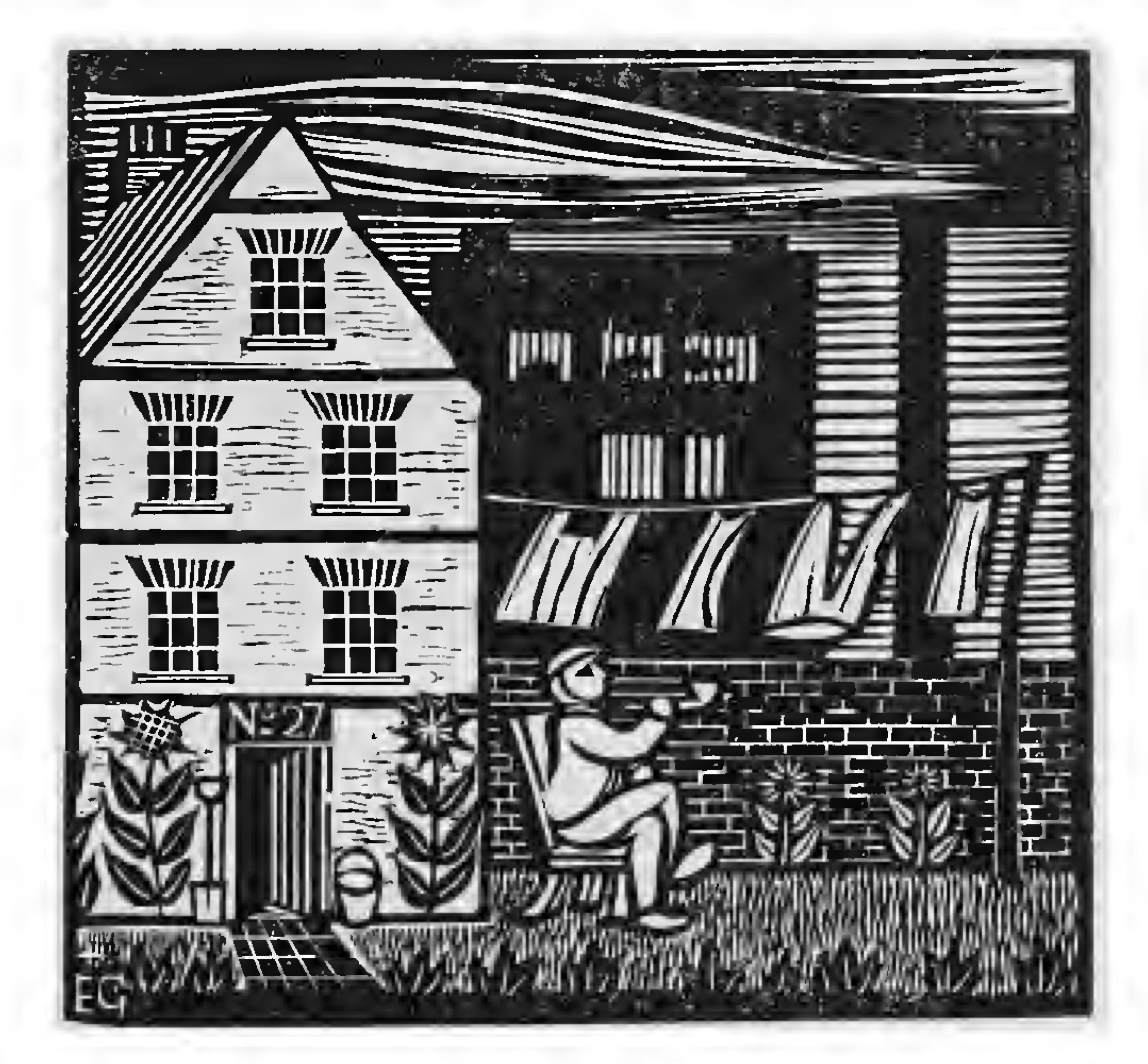
Гравюра на дереві Е. Гілла із зображенням Хаммерсміта, яка ілюструє книгу Гіларі Пеплер "Пристрої диявола, або Контроль проти служби ", 1915 рік.

Е. Гілл опублікував численні есе про взаємозв'язок між мистецтвом і релігією, а також ряд еротичних гравюр.
Опубліковані твори Гілла включають:
- Християнство і мистецтво, 1927
- Art-nonsense and other eseys, Cassell 1929 (кишенькове видання 1934)
- Одяг: есе про природу та значення натуральних і штучних покривів, які носять чоловіки та жінки, 1931[73]
- Нарис друкарства, 1931[74]
- Краса стежить за собою, 1933
- Безробіття, 1933 рік
- Гроші та мораль, 1934
- Мистецтво та мінлива цивілізація, 1934
- Праця і відпочинок, 1935
- Необхідність віри, 1935
- Робота і власність, 1937[75]
- Робота та культура, журнал Королівського товариства мистецтв, 1938
- Двадцять п'ять оголених, 1938[76]
- А хто хоче миру?, 1938 рік
- Священне і світське, 1940
- Автобіографія: Quod Ore Sumpsimus[77]
- Примітки до поштових марок[78]
- Christianity and the Machine Age, 1940.[79]
- Про Бірмінгемську школу мистецтв, 1940 рік
- Останні нариси, 1943
- Свята традиція роботи: уривки з творів Еріка Гілла, 1983 р.[80]

Е. Гілл створив ксилографії та ілюстрації для кількох книг, зокрема:
- Gill, Eric (1925). Song of Songs. Waltham St. Lawrence, Berkshire: Golden Cockerel Press.
- The Four Gospels. Golden Cockerel Press. 1931. Facsimile edition published by Christopher Skelton at the September Press, Wellingborough, 1987.
- Chaucer, Geoffrey (1932). Troilus and Criseyde. New York: Literary Guild.
- Shakespeare, William (1939). Henry the Eighth. New York: Limited Editions Club.
- The Passion of Our Lord Jesus Christ, according to the four evangelists. Hague & Gill Printers. 1934 Faber & Faber

## Архів
Документи та бібліотека Е. Гілла зберігаються в Меморіальній бібліотеці Вільяма Ендрюса Кларка в Каліфорнійському університеті в Каліфорнії, яку родина Гілл призначила сховищем для його рукописів і листування. Деякі книги з його колекції були оцифровані в рамках Інтернет-архіву. Додаткові архівні та книжкові колекції, пов'язані з Е. Гіллом та його роботами, зберігаються в бібліотеці Університету Ватерлоо та Гесбурзькій бібліотеці Університету Нотр-Дам. Значна частина робіт і пам'ятних речей Гілла зберігається та виставлена в Музеї мистецтва та ремесел Дітчлінга.

## Подальше читання
- Attwater, Donald (1969). A Cell of Good Living. London: G. Chapman. ISBN 0-225-48865-5.
- Bringhurst, Robert (1992). The Elements of Typographic Style. Hartley & Marks. ISBN 0-88179-033-8.
- Collins, Judith (1998). Eric Gill: The Sculpture. Woodstock, NY: Overlook Press. ISBN 0-87951-830-8.
- Corey, Steven; MacKenzie, Julia, ред. (1991). Eric Gill: A Bibliography. St Paul's Bibliographies. ISBN 0-906795-53-2.
- Dodd, Robin (2006). From Gutenberg to OpenType. Hartley & Marks. ISBN 0-88179-210-1.
- Fiedl, Frederich; Ott, Nicholas; Stein, Bernard (1998). Typography: An Encyclopedic Survey of Type Design and Techniques Through History. Black Dog & Leventhal. ISBN 1-57912-023-7.
- Fuller, Peter (1985). Essay: Eric Gill,: a Man of Many Parts. Images of God, The Consolations of lost Illusions. Chatto & Windus.
- Gill, Cecil; Warde, Beatrice; Kindersley, David (1968). The Life and Works of Eric Gill. Papers read at a Clark Library symposium, 22 April 1967. Los Angeles: William Andrews Clark Memorial Library, University of California.
- Peace, David; Gill, Evan, ред. (1994). Eric Gill: the inscriptions; a descriptive catalogue; based on the inscriptional work of Eric Gill. London: Herbert Press. ISBN 978-1-871569-66-7.
- Harling, Robert (1976). The letter forms and type designs of Eric Gill. Westerham: Eva Svensson. ISBN 0-903696-04-5.
- Holliday, Peter (2002). Eric Gill in Ditchling. Oak Knoll Press. ISBN 1-58456-075-4.
- Kindersley, David (1982) [1967]. Mr. Eric Gill: Further Thoughts by an Apprentice. Cardozo Kindersley Editions. ISBN 0-9501946-5-4.
- Macmillan, Neil (2006). An A–Z of Type Designers. Yale University Press. ISBN 0-300-11151-7.
- Miles, Jonathan (1992). Eric Gill & David Jones at Capel-y-ffin. Bridgend, Mid Glamorgan: Seren Books. ISBN 1-85411-051-9.
- Pincus, J.W; Turner Berry, W.; Johnson, A. F. (2001). Encyclopædia of Type Faces. London: Cassell Paperback. ISBN 1-84188-139-2.
- Skelton, Christopher, ред. (1990). Eric Gill: The Engravings. London: Herbert. ISBN 1-871569-15-X.
- Speaight, Robert (1966). Life of Eric Gill. London: Methuen & Co. ISBN 0-416-28600-3.
- Thorp, Joseph (1929). Eric Gill. London: Jonathan Cape. ASIN B0008B8S9Q.
- Yorke, Malcolm (1981). Eric Gill: Man of Flesh and Spirit. London: Constable. ISBN 0-09-463740-7.